# Архітектура Великого князівства Литовського

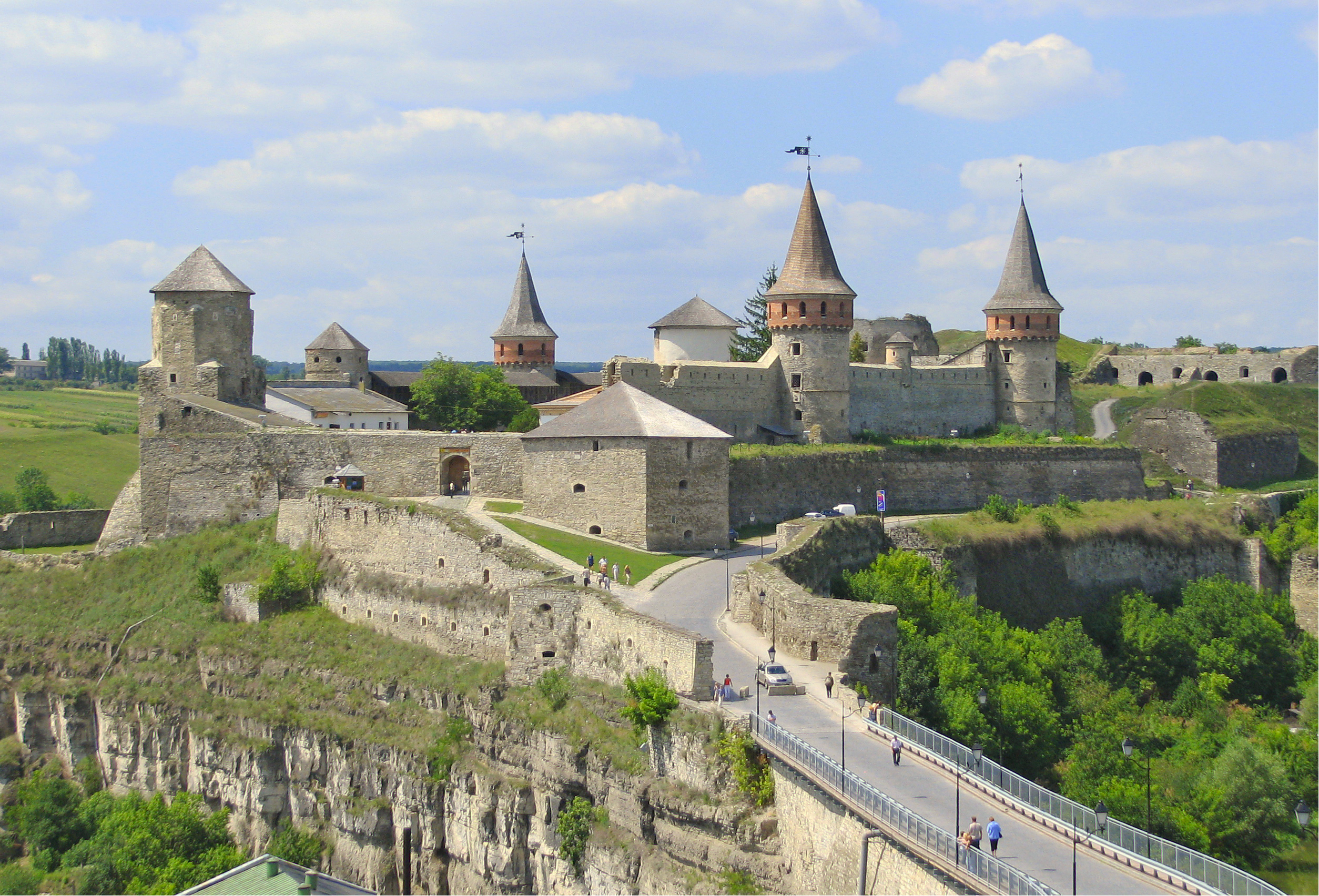
Кам'янець-Подільська фортеця
(нині Хмельницька область)

Архітектура Великого князівства Литовського ― сукупність різних будівель і споруд, зведених на території Великого князівства Литовського відповідно до їх призначення, технічних можливостей і естетичних поглядів суспільства XIII—XVIII століть.
Початком архітектури Великого князівства Литовського зазвичай вважається будівництво дерев'яних замків, навколо яких виникали сільські поселення. Але захист від ворогів вимагав потужної фортифікаційної системи, і на межі XV століття розпочалось будівництво кам'яних замків. У XV—XVI століттях розширилось будівництво кам'яних і дерев'яних приватновласницьких замків, водночас введення у військове будівництво західноєвропейських фортифікаційних систем сприяло поступовому перетворенню замків на палацово-замкові комплекси, поєднанню в них громадських і оборонних функцій. Сусідство з європейськими країнами стало передумовою поширення в оборонному будівництві Великого князівства Литовського романського і готичного стилів, тут склався місцевий різновид готичного стилю, для якого були характерними пластичність форм і урочиста монументальність.
У XIV — першій половині XVI століття зростання міст і міське самоврядування призвели до становлення нових форм міської архітектури (ратуші, церкви, костели, торгові ряди тощо). Наприкінці XVI — першій половині XVII століття здійснювалося широкомасштабне будівництво приватновласницьких міст, під впливом архітектури ренесансу сформувалась регулярна композиція в їх просторовому розплануванні. Протягом XVII―XVIII століть сформувалася своєрідна архітектурна система бароко, яка отримала назву віленської. Храмове будівництво остаточно окреслилось в першій половині XVI століття, коли характерним став новий тип храмів, які були пристосовані до оборони і входили до системи міських укріплень чи були окремими пунктами в довколишніх селах.

## Замкова архітектура

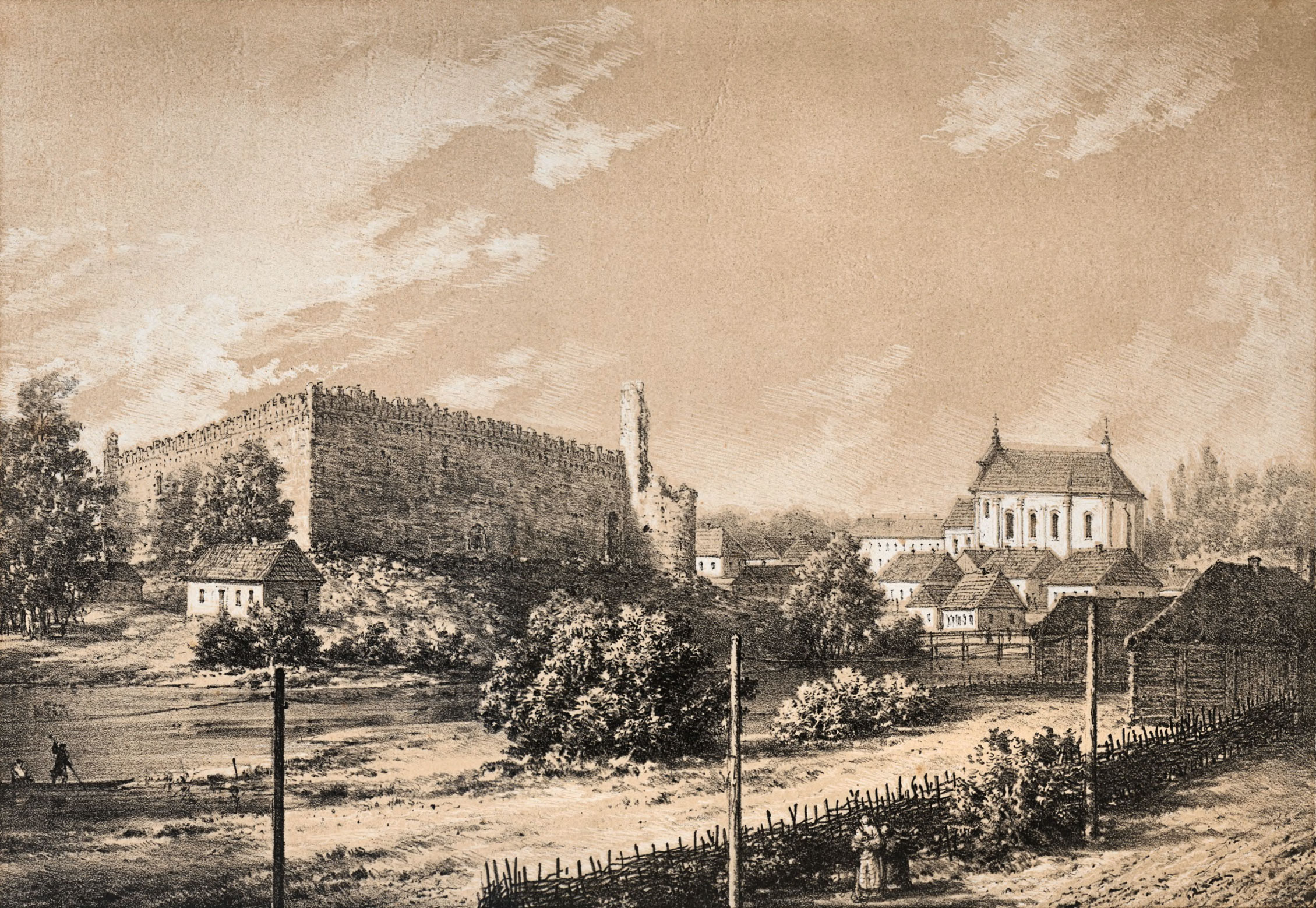
Лідський замок, малюнок Н. Орди (Білорусь)

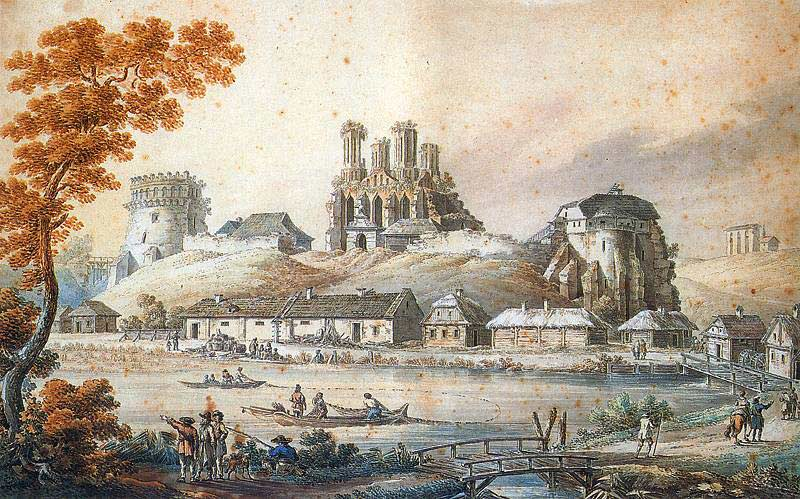
Острозький замок, малюнок З. Фогеля (Рівненська область)

У XIII столітті на землях сучасних Східної Литви і Північно-Західної Білорусі утворилась держава, відома як Велике князівство Литовське. Невдовзі до неї вже входили вся територія сучасних Литви і Білорусі, істотна частина територій України (Волинь, Поділля, Київщина, Чернігівщина, Сіверщина, Дике поле), а також території Росії (Смоленщина, Брянщина) і Польщі (Підляшшя).
Ще за часів Київської Русі виникали міста, які потім ставали економічними, адміністративно-політичними, військово-оборонними і культурними центрами Великого князівства Литовського. Визначною особливістю архітектури і містобудування того часу був оборонний характер споруд. Оборонна система міст поєднувала природні перешкоди (круті береги річок, схили) і штучні укріплення. Дитинець і місто оточувалися ровом і земляним валом з укріпленнями, виготовленими з колод[джерело не вказане 4252 дні]. Така система оборони відповідала тогочасній тактиці несподіваних нападів. З поширенням облогової тактики з'явився новий тип оборонної архітектури — міцні дерев'яно-земляні споруди з внутрішньоваловими глиняно-кам'яними і дерев'яними конструкціями (Дрисса, Давид-городок, Бихов, Гомель, Радошковичі, Глуськ, Пінськ, Сураж). Пізніше основою оборони багатьох міст (Володимир-Волинський, Каменець, Брест, Новогрудок, Крево тощо) стали багатоярусні і круглі у плані кам'яні вежі — «стовпи».
Наприкінці XIII — першій половині XVI століття зводилися нові і перебудовувалися зі старих, частіше за все дерев'яно-земельних укріплень, фортеці і замки на білоруських землях, на Волині, Поділлі, в містах Вільнюс, Кам'янець-Подільський, Луцьк.
Будувалися монастирі, які ставали укріпленими територіями: Жидичинський монастир поблизу Луцька (XIII століття), Загоровський монастир поблизу Володимира-Волинського (XIV століття), Миколаївський монастир у Мильцях на Волині (XIV століття), Марково-Троїцький і Свято-Духів монастирі у Вітебську (обидва XIV століття), Миколаївський монастир в Лукомлі (XIV століття).
Набувало поширення будівництво приватновласницьких замків регулярної чи вільної у плані форми, на природних чи насипних узвишшях, з розвиненою системою обводнення. Серед такого типу споруд — Тракайський замок, збудований 1409 року як основна резиденція Великого Литовського князя Гедиміна, Свірзький замок (1485), замок князів Чорторийських у Клевані (1495), Олицький замок (1534), замки у Смолянах, Гераньонах. Вони мали міцні стіни й вежі, останні також слугували житлом. Часто до замку прибудовувався палац з декількома приміщеннями і замковою церквою.

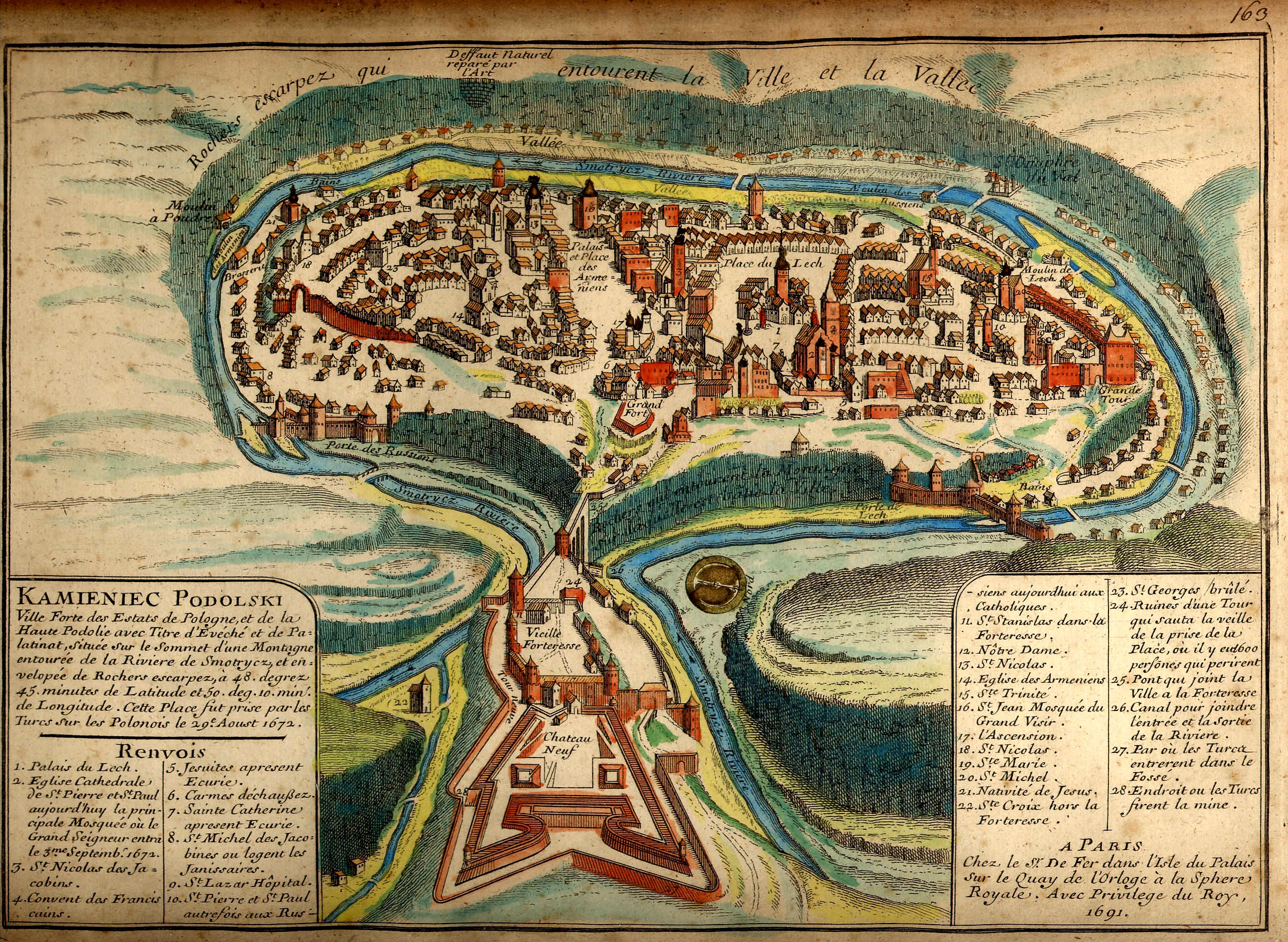
Кам'янець-Подільська фортеця і Старе місто на французькому плані 1691 року

Одним зі зразків архітектури доби Великого князівства Литовського, що збереглись в Україні, є Луцький замок, будівництво якого почалося у XIV столітті за волинського князя Любарта. Цей замок має високі прямокутні в плані вежі і міцні, неприступні стіни висотою до 14 м. В плоских напівциркульних нішах, що зустрічаються на фасадах башт, а також у двоступінчастих з напівциркульними звершеннями віконних прорізах ще помітні риси давньоруської архітектури, але стрілчасті портали вже несуть в собі вплив готики. Кам'янець-Подільська фортеця була зведена у 60-90 роках XIV століття і являє собою складний архітектурний ансамбль, який наступними перебудовами був пристосований для захисту від гарматного вогню.

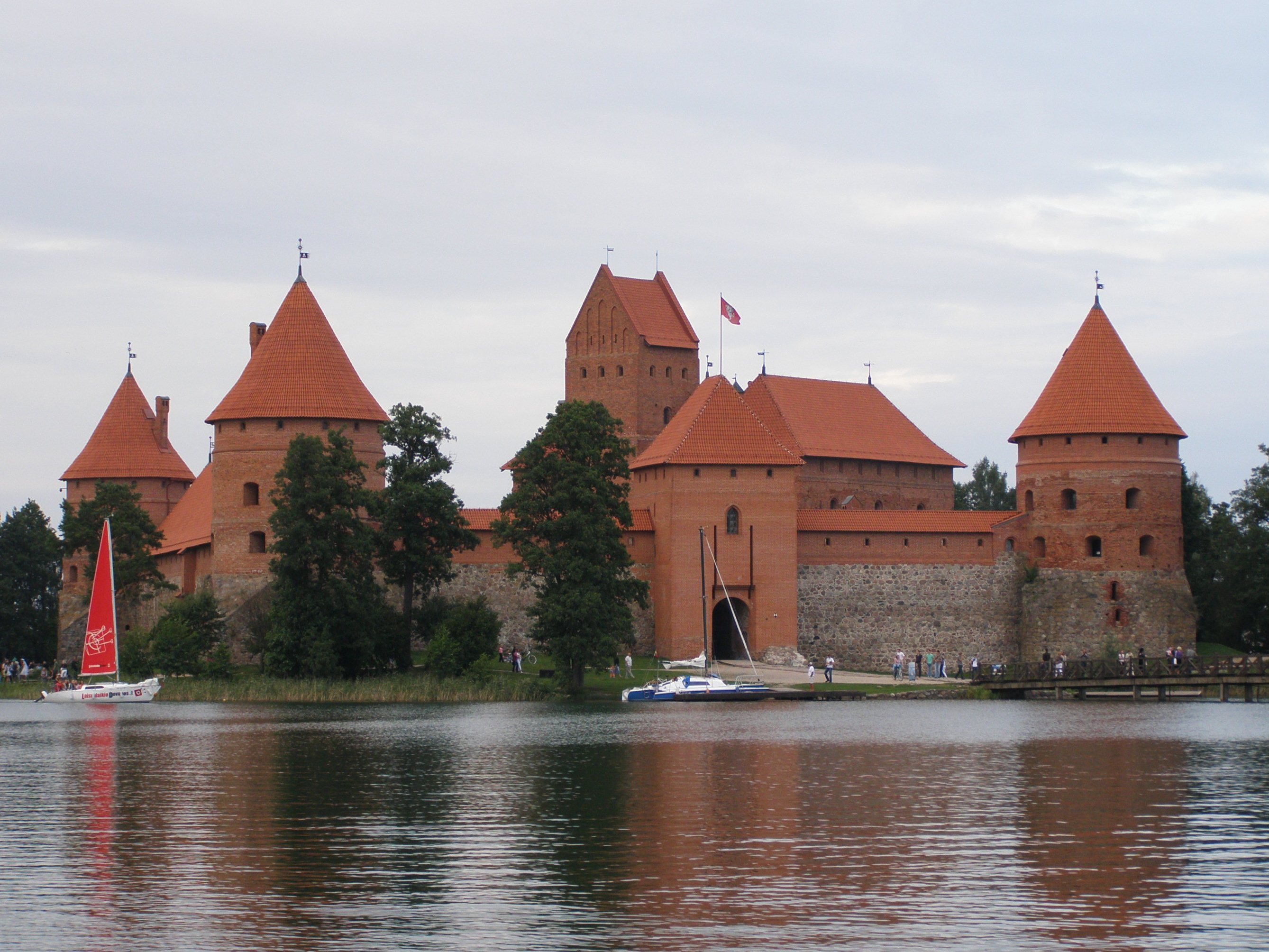
Відбудований Тракайський острівний замок (Литва)
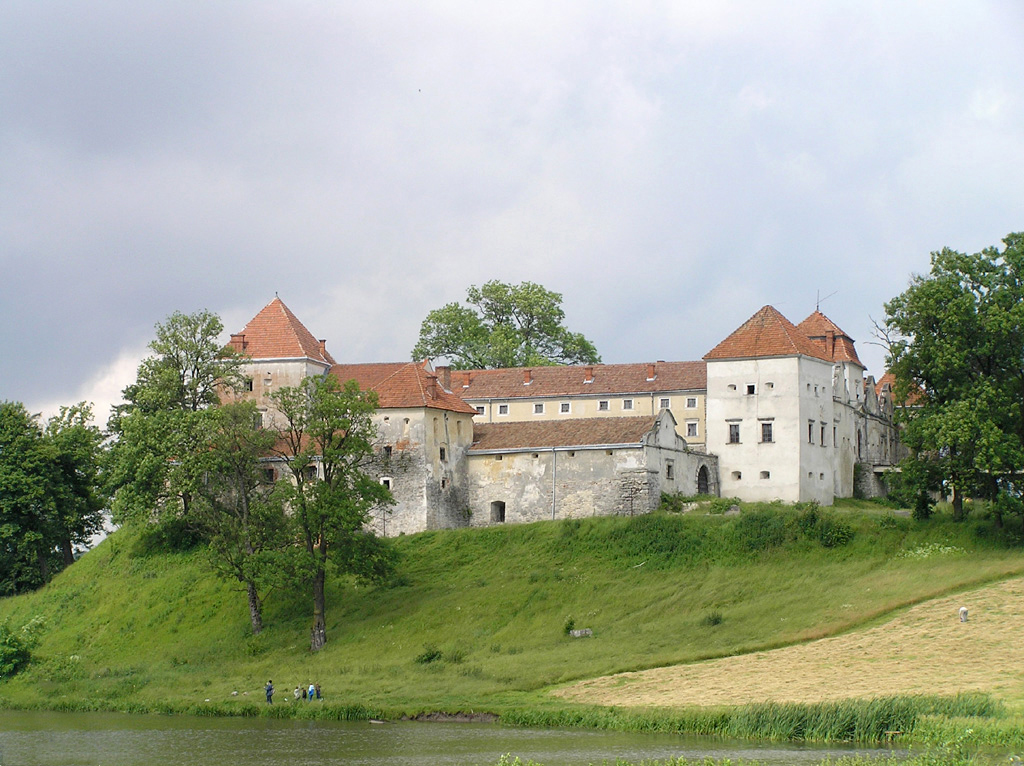
Свірзький замок (Львівська область)
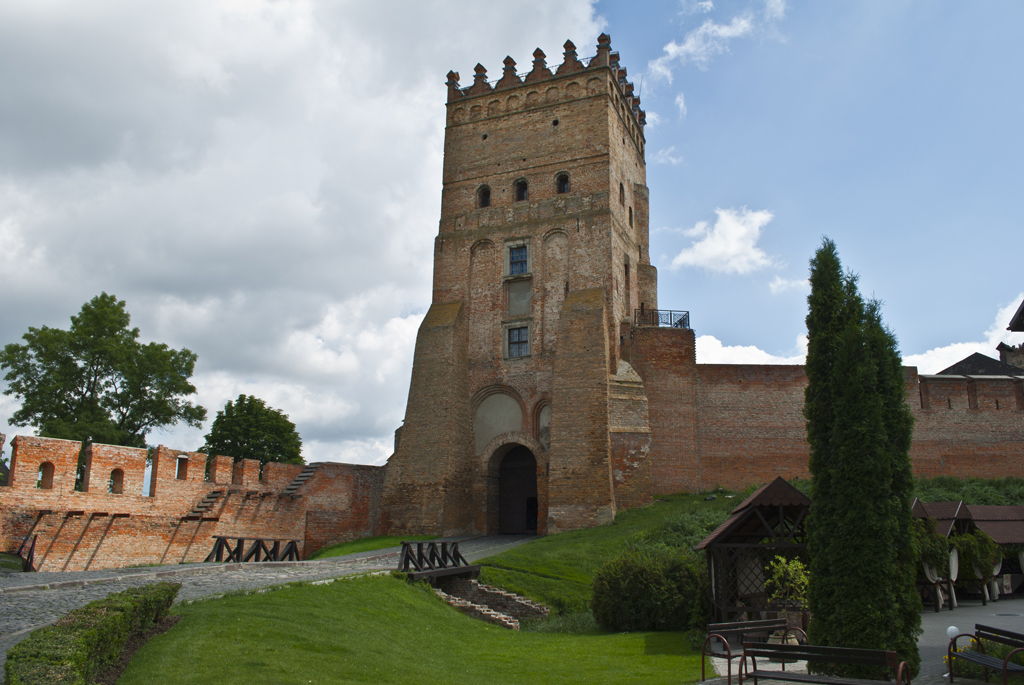
В'їзна башта Луцького замку (Волинська область)
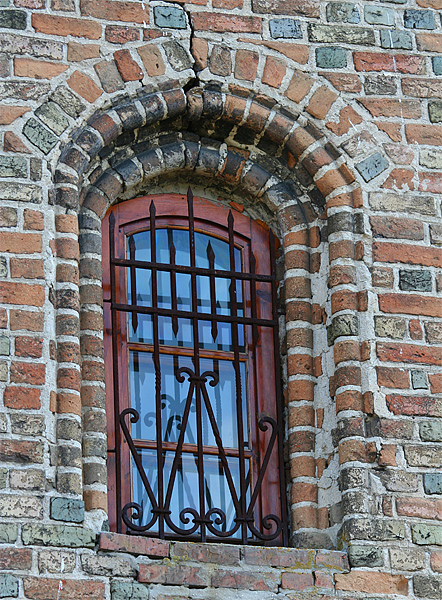
Луцький замок, вікно

Першою спорудою, яка поєднувала у собі риси готичного і романського стилю, була датована кінцем XIV — початком XV століття Верхня церква в Старому гродненському замку. Сам замок виник у другій половині чи наприкінці XI століття як прикордонна фортеця і став ядром майбутнього Гродно. На межі XIV—XV століть великий князь литовський Вітовт на місці фортеці збудував з каменю і цегли (цеглою вирівнювали ряди валунів і облицьовували вежі) готичний п'ятивежевий замок зі стінами завтовшки понад 3 метри; близько 1500 року замок зазнав перебудови. В чисто романській архітектурі переважала оборонна функція, й аж до XV століття для замкової архітектури Великого князівства Литовського, тобто до розвитку артилерійської техніки, характерні риси романської архітектури: з розвитком арбалетної техніки, а пізніше гарматної, зростає висота стін і веж, ускладнюється композиція замкових комплексів. Верхня церква належала до типу базиліки, мала масивні і статичні форми, кам'яні склепіння, у зовнішньому оздобленні — барельєф, аркатури, перспективний портал. При її будівництві застосовувалась не готичне, а венедське мурування.
Під впливом фортифікаційної архітектури Італії Європою поширилось будівництво укріплень бастіонної системи, прийшло воно і до Великого князівства Литовського. Оборонні замки, що були перешкодами для татарських набігів, постали від Східного Поділля до Дніпра. Серед них вирізнялись Лідський замок (1330-ті роки), замок королеви Бони Сфорца у Рогачові (XVI століття) з водяним ровом, земельним валом і мостом на ланцюгах. Найбільшим дерев'яним замком у південних землях князівська литовського був Київський замок, побудований у 1542 році на Замковій горі: з чотирнадцятьма шестикутними баштами, з соснової деревини. В ньому знаходились резиденція старости, приміщення для гарнізону, численні службові кімнати, чотири церкви, костел. Стіни замку були обмазані глиною, потиньковані і пофарбовані. Дерев'яний замок з шістьма баштами у 1544 році був зведений у Житомирі. Найбільшим в оборонній лінії був Черкаський замок (1549). В готичному стилі побудована брама міських мурів з каплицею у Вільнюсі (Гостра брама, 1503—1522).

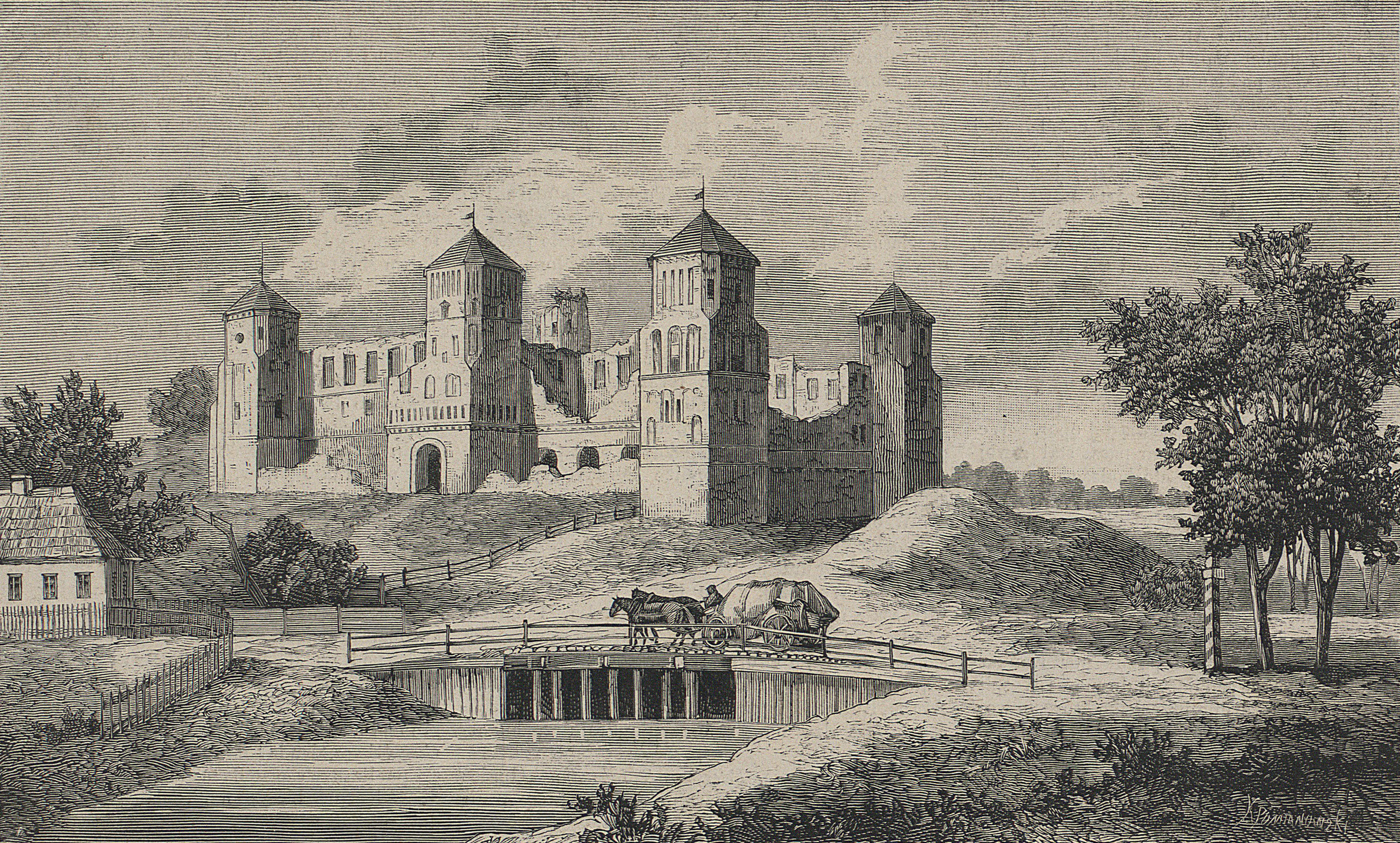
Мірський замок, малюнок Н. Орди (Білорусь, з 2000 року — у Списку світової спадщини ЮНЕСКО)

Своєрідно проявилися риси ренесансу в архітектурі замків і палаців, які будувались у XVI — першій половині XVII століть у передмістях магнатів. Наприклад вежі XVI століття Острозького замку увінчані високими атіками і своєрідними коронами з розвиненою аркатурою і декоративним парапетом з фронтонами, волютами і різьбленим декором. Подібні риси мають Меджибізький замок (XVI століття), замки в Бережанах (1534—1554), Ляховичах, Заславлі, Любчі. Ще більш явно риси ренесансу притаманні, наприклад, Олицькому замку на Волині з атіком і брамою (1564), Збаразькому замку (1631), який фактично був побудований за проектом визначного італійського архітектора Вінченцо Скамоцці, замку в Чашниках, перебудованому наприкінці XVI століття Мірському замку.

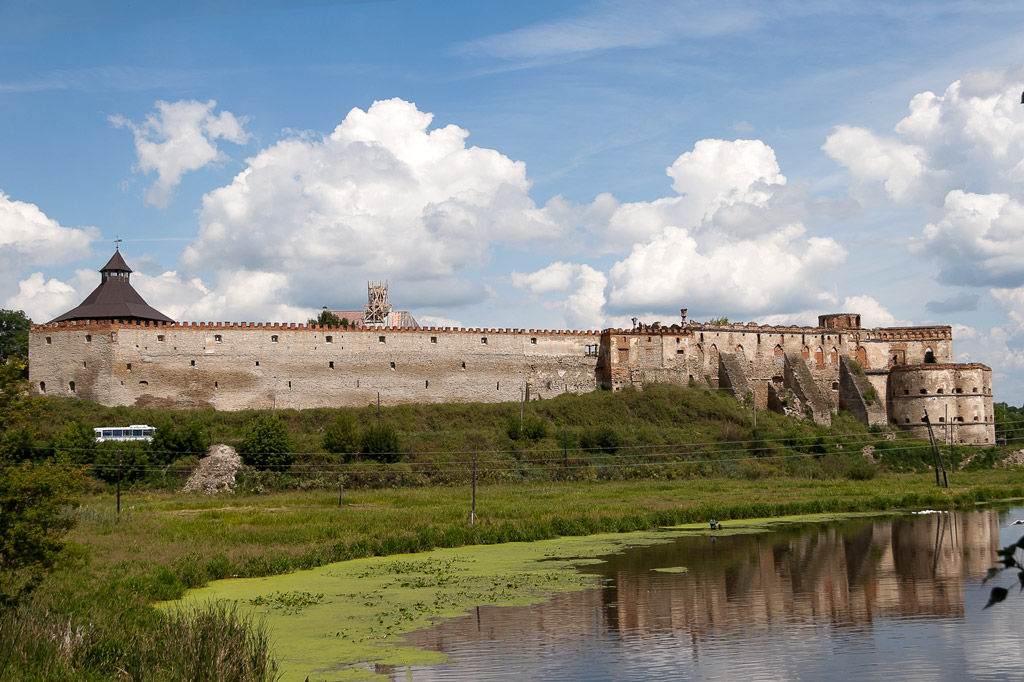
Меджибізький замок (Хмельницька область)
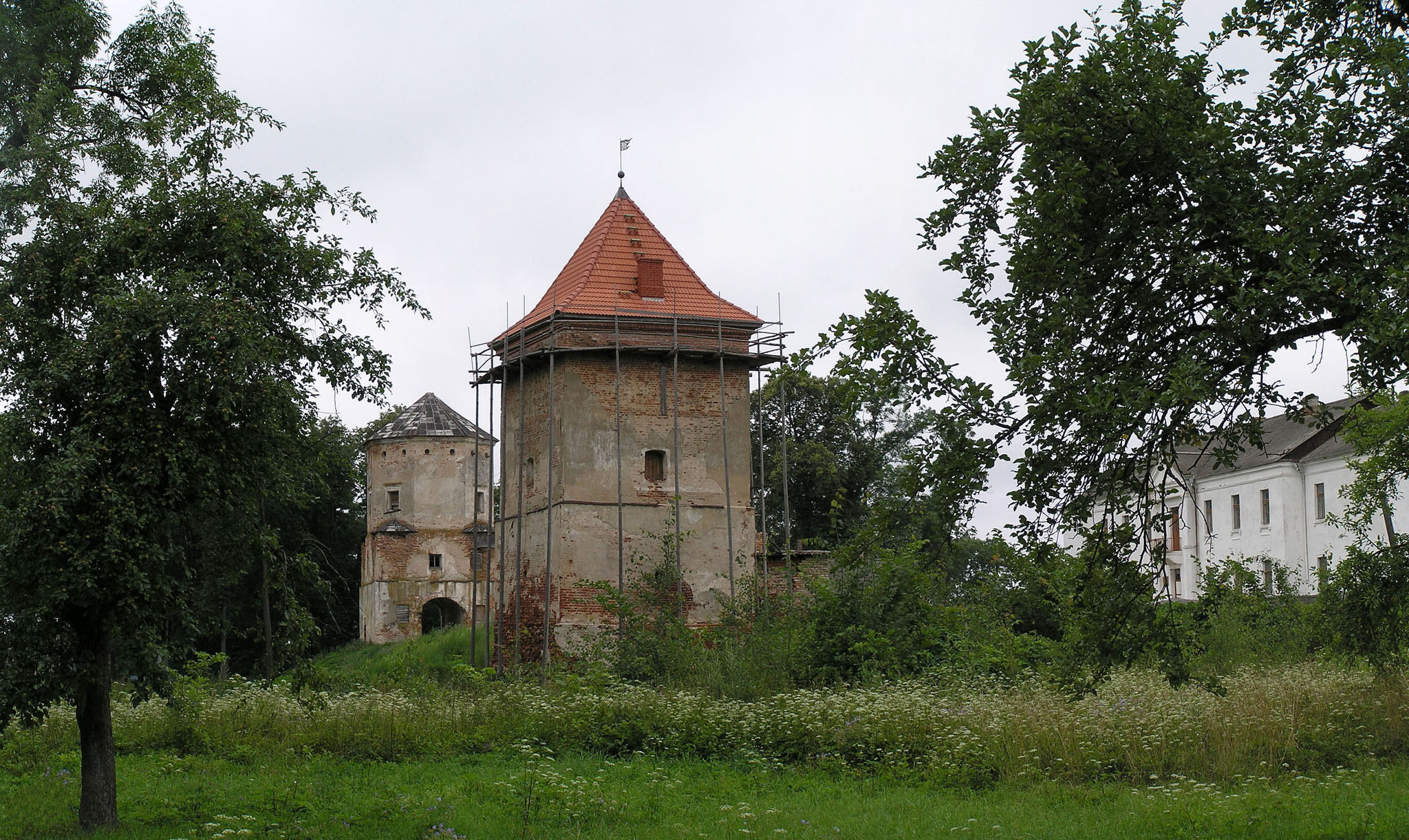
Вцілілі башти Любчинського замку (Білорусь)
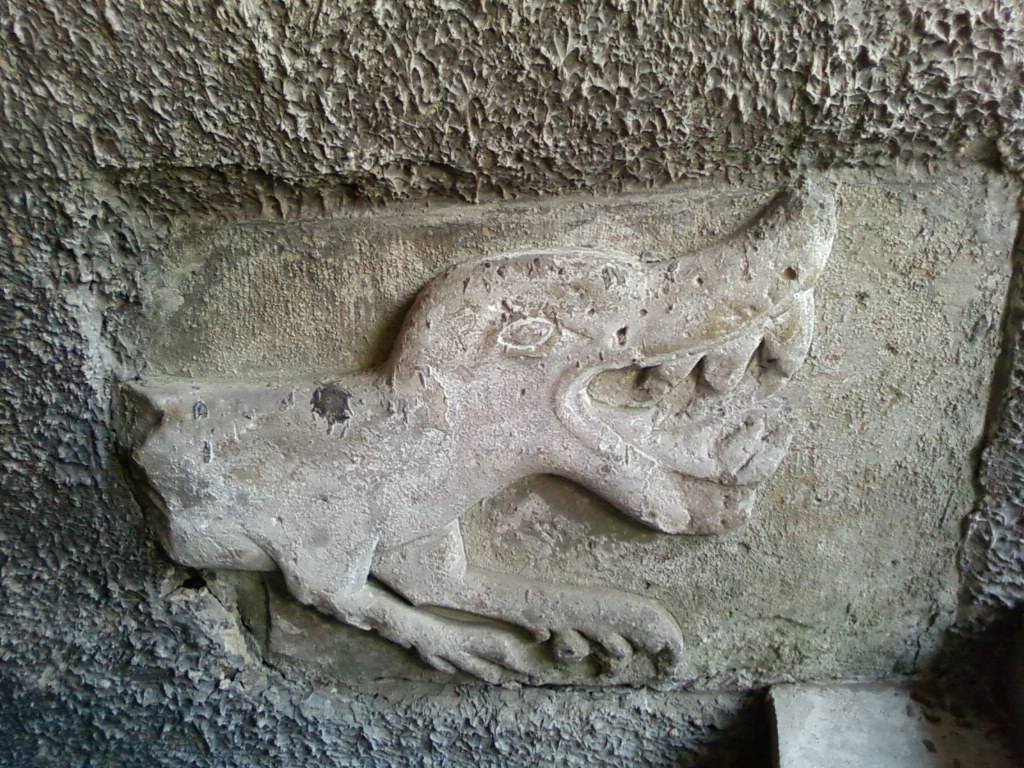
Фрагмент рельєфу Острозького замку (Рівненська область)

Мінськ на початку XVII століття був оточений земельним валом з бастіонами. Тривалий час місто залишалось дерев'яним, а у 1582 році тут була побудована двоповерхова кам'яна ратуша і декілька кам'яних храмів в стилі бароко (єзуїтський костел Діви Марії, костели монастирів бернардинців і бернардинок).
Зразком оборонного замку у стилі ренесансу є резиденція Сенявських в Бережанах, у вигляді многокутника, до двох сторін якого прибудовані триповерхові житлові приміщення, казарма і каплиця. У 1586—1589 роках Христофором Радзивіллом був побудований Біржайський палац-замок зі штучним озером. У XIV столітті у Вільнюсі побудовані Віленські замки — декілька кам'яних замків для великих литовських князів. У XIV столітті зведені Мідницький замок поблизу Вільнюса з товстими двометровими стінами, п'ятивежевий замок в Орші (1398).
Прийоми фортифікаційної архітектури на територіях, приналежних Речі Посполитій відомі, наприклад, за роботою Юзефа Нароновича-Наронького (1610—1678) «Військове будівництво» («Architectura militaris to jest budownictwo wojenne», 1659), де 10 малюнків з коментарями присвячені будівництву у Великому князівстві Литовському.

## Будівельні матеріали
Основними будівельними матеріалами замків слугували дерево, цегла і каміння. Цегла, яка застосовувалась для будівництва монастирів і замків, мала форму тонких і порівняно широких плиток. У писемних джерелах того часу вона називається грецьким словом «плінфа» (грец. plínthos). Глину розминали у великій ямі, потім нею заповнювали дерев'ну форму. Потім цей сирець складали у штабелі і сушили два тижні, після чого обпалювали у спеціальних печах. Пізніше поруч з плінфою почали виготовляти брускову цеглу, яка вже поширилася Європою.

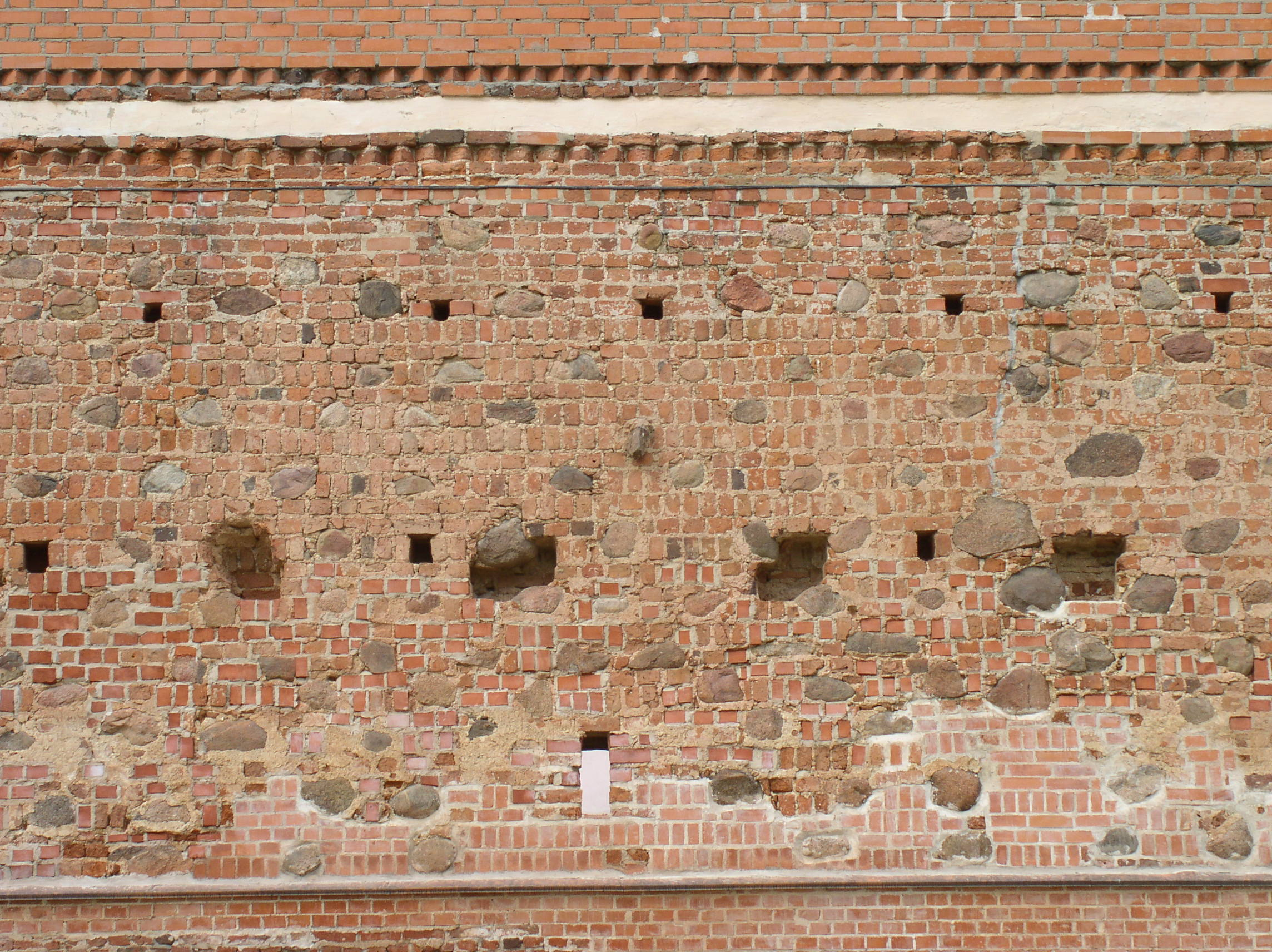
Стіни Мірського замку

Для фундаменту споруд брали валуни, при змішаній кладці стін — більш-менш плоскі круглі камені, в основному граніт, гнейс чи кварцит. Каміння шліфувалося. Для декоративності іноді використовувався пірофолітовий сланець (так званий червоний шифер) — зокрема, у спорудах Києва, Чернігова, Гродно, Овруча. Також для обробляння іноді використовувався місцевий плитковий вапняк, річковий черепашник. Сполучним матеріалом було вапно, яке отримували обпалюванням. Заповнювачем розчину слугувала дрібно потовчена цегла. В кладці волинських замків крім потовченої цегли як заповнювач використовували ще товчену крейду. При будівництві з валунів і великорозмірної цегли (Новогрудський замок, Лідський замок, Кревський замок, Густинський монастир на Чернігівщині, Троїцький монастир-фортеця у Межирічах) використовували тришарову кладку (2 цегляні стіни, а між ними забутування з дрібного каміння і битої цегли, залите вапняним розчином).
Для підлоги в замках, монастирях і палацах використовували полив'яні керамічні кахлі. Їх укладали діагонально по відношенню до осі будівлі, вкривали поливою одного з кольорів — жовтого, зеленого чи вишнево-коричневого. Були також кахлі з різнокольоровим розписом, з орнаментом.
До кладки склепінь будівель часто включали керамічні посудини. В сучасній архітектурі їх називають голосниками. Вони слугували не тільки для покращення акустики будівлі, але й полегшували вагу склепінь. Голосники є у спорудах Волині, Чернігова, Полоцька. Багато їх закладено, приміром, в стіни Коложанської церкви.

## Міське будівництво

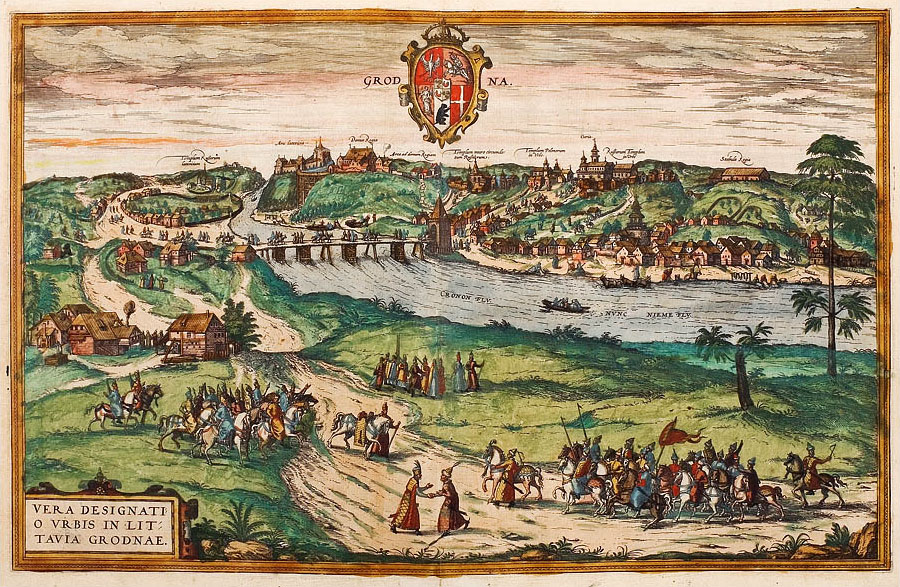
Місто Гродно на німецькій гравюрі XVI століття

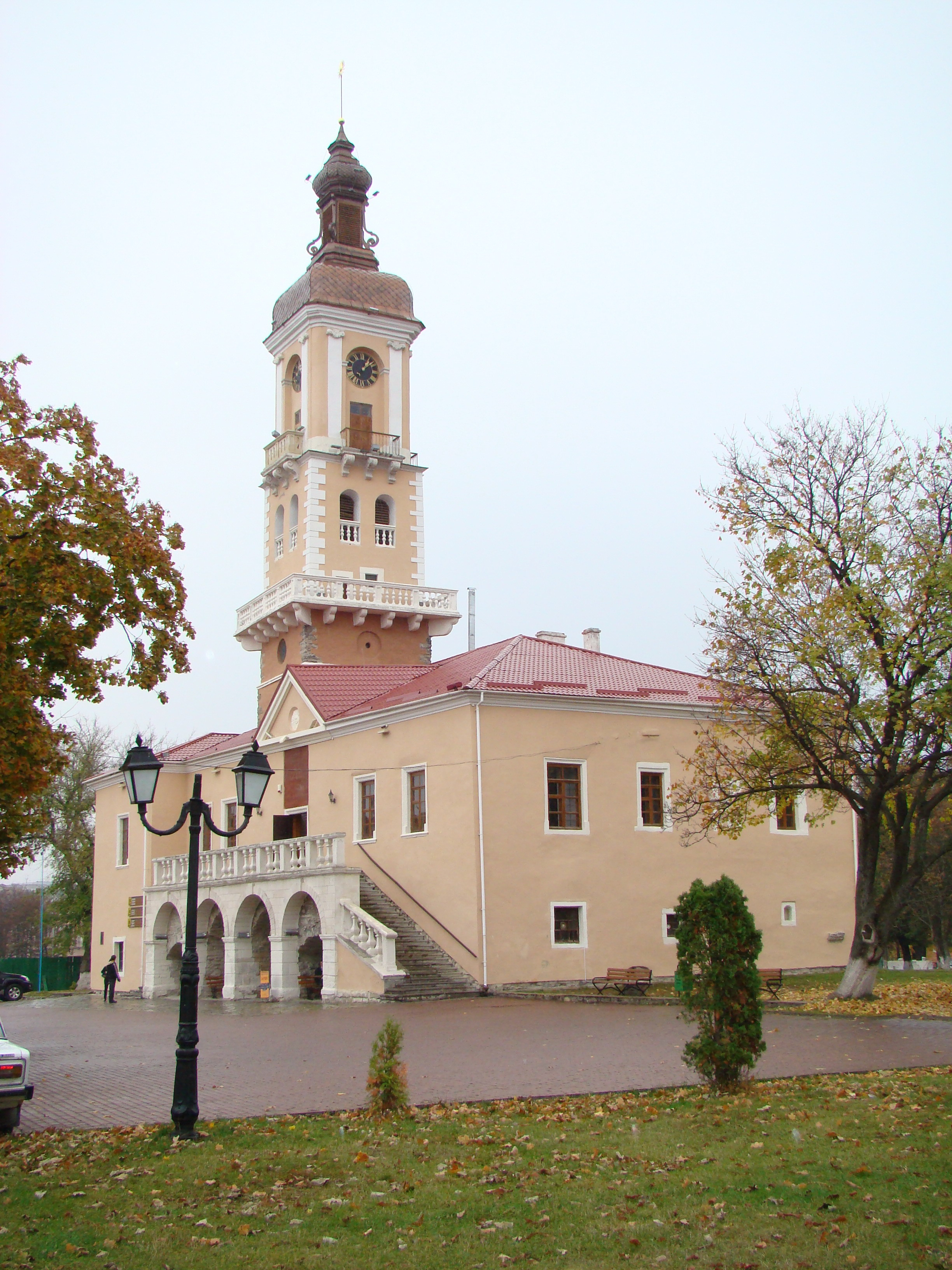
Міська ратуша, зведена у XIV столітті в Кам'янець-Подільському (нині являє собою сплав нашарувань стилів ренесансу, бароко, ампіру на основі первісної готичної споруди)

Необхідність захисту визначила й вигляд середньовічного міста. Всю міську територію оточували зовнішні укріплення, до системи укріплень включалися ріки, водойми.
Основні вулиці були продовженням доріг, які з'єднували місто з околицями. На початку таких вулиць у стіні робилися в'їзні брами. Пізніше радіальні вулиці міст з'єднувалися поперечними півкільцевими вулицями і створювали радіально-кільцеву систему. У XV—XVI роках зазвичай формувалося два міських центри: замок князя і ринкова площа з торговими рядами; в містах, які отримали магдебурзьке право, на площі зводилась ратуша. З розвитком ремесел і торгівлі розширювалися посади, їх планування стало більш впорядкованим, мостилися вулиці. По периметру площ і на близьких до них вулицях розміщувались будинки ремісників і торговців, при будівництві яких іноді використовувалася техніка «прусського муру». Будинки в місті звичайно будувалися дерев'яні, одноповерхові, винятком були особняки, будівлі для міської влади, культові споруди.
На торгових площах міст і великих селищ будували гостині двори і шинки (аустерії). З XVI століття розміщення останніх регламентувалось Статутами князівства, великокнязівськими і королівськими привілеями. Наприклад, Статут 1529 року (розділ 3, ст. 17) забороняв будівництво аустеріїв «апакутних на місцях неслушних», а Могильовський устав рекомендував їх будівництво «на готелях, й то не близько села … на місцях деяких призначених, де будинки в'їзджі для людей приїжджих … врад збудувати повинен». Деякі великі міста і монастирі мали своїх майстрів-будівельників (доїлідів; з XVI століття вони були вже при замках, в садибах магнатів). В період пізнього бароко міста мали риси більше садибного, ніж фортечного характеру. Такими є, наприклад, верхньодніпровські міста Сєнно і Шклов. В описі останнього, зробленому у другій половині XVIII століття, говориться: «В кам'яному торговому дворі крамниці розташовувались ззовні і всередині. Над двома брамами були зведені вежі, з яких в одній — шкловська ратуша, в інші знаходилась комірчина. До кутів поставлені піраміди, під якими викопані колодязі; у всі сторони по прорізу кутів зведені просторі вулиці, і будинки, хоча всі дерев'яні, однак на один зразок побудовані. При ньому поштовий будинок, грецька церква, кам'яний дівочий монастир і кам'яна жидівська школа… Коли виїжджаєш з нього, зустрічаються дві плановані, липами висаджені дороги, з яких ліворуч веде до просторого кам'яного панського будинку, на праворуч — до Могильова».
У 1579 році королем польським і великим князем литовським Стефаном Баторієм на прохання Ордену єзуїтів і папи римського Григорія XIII заснований перший вищий навчальний заклад у Великому князівстві Литовському — Вільнюський університет (Almae Academia et Universitas Vilnensis Societatis Jes). Ансамбль університету, увібравши в себе за чотири століття різні архітектурні стилі, в теперішній час займає майже цілий квартал старого міста. Почавши формуватися близько 1570 року, завдяки єзуїтському ордену, він обростав новими будинками і дворами, й нині складається з 13 дворів (двір бібліотеки, двір обсерваторії, двір бурси тощо) з 12 з'єднувальними будівлями, костелом святих Іоаннів і дзвіницею.

## Архітектура і планування села
Крім міст і сіл, у Великому князівстві Литовському склалися такі види поселень як містечко (поєднувало риси міста і села), фільварок (панський двір з пашнею, комплексом господарських споруд і будівель для прислуги), застінок (відособлені ділянки землі, на яких селилася малоземельна шляхта), висілки (декілька подвір'їв, що виселилися з села), околиця (невелике поселення шляхти, що не мало кріпаків).

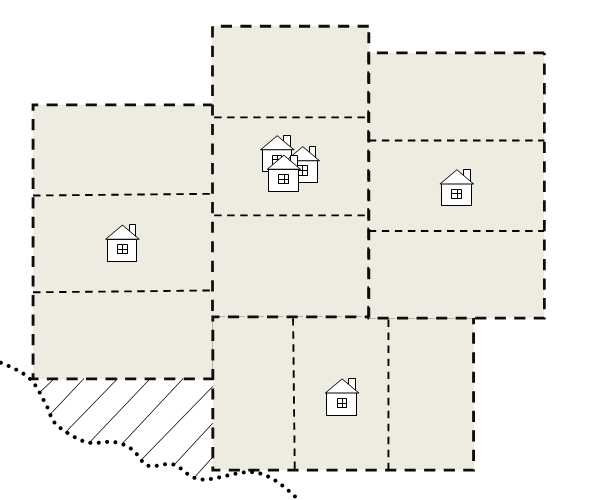
Схема земельного володіння у Великому князівстві Литовському. Жирним штрихом показані межі волок («стіни»), менш жирним — поділ волоки на три частини, будинок позначає селянський двір («дим»), декілька будінків — село, пунктиром показана межа володіння, штрихуванням — «застінок».

У Великому князівстві Литовському найменші села налічували 10-20 чи менше дворів, найбільші налічували понад 100 дворів. Звичайне планування села до аграрних реформ XVI століття було скупченим і лінійним; селянські садиби в селах будувались погоном в один чи два ряди; іноді будувався двір у вигляді замкненого чотирикутника. Лінійність обумовлювалась природно-географічними умовами місцевості — берегами рік і озер.
На вуличне планування здійснила вплив земельна реформа 1557 року — «волочна поміра», яка змінила форму замелекористування і землеволодіння. Замість сіл скупченого типу створювались нові, обов'язково з вуличним плануванням відповідно до розробленого і затвердженого плану — «Устави на волоки». Урядовим комісарам і комірникам належало підшукувати місця для сіл поблизу річок і озер, знаходити оптимальні умови для управління ними. Села влаштовувались так, що б жителів семи волок могли обробляти одну панську волоку. Волока ділилася на три поля, вулиця проводилася по всій ширині третього поля, вздовж неї нарізалися ділянки по 3 морги під двори. Нові села були здебільшого невеликими, по 10-20 подвір'їв. За наділ городники працювали у великокнязівських чи панських маєтках один день на тиждень без коня, а їх дружини — 6 днів за літо.
До селянської садиби входили хата і господарчі будівлі (комора, хлів, льох тощо), до панської — палац (з просторим і розкішним інтер'єром, коштовним, часто привезеним, оздобленням), комплекс будівель, часто й виробничих, парк, парадний двір. Хати, як у багатьох європейських народів, були зрубними (з сосни, іноді ялини), трохи піднятими на дерев'яних колодках чи камінні, з різними способами вирішення кутів. Підлога в хатах була дерев'яною, земляною чи глинобитною. Дах зазвичай з соломи, двосхилий чи чотирисхилий, перехідні форми — трисхила і з «причілком» (схил чотирисхилого даху над поперечною стіною); обов'язково вистилалася стеля. Дах часто робили на кроквах. Прикрашали хату скромно — коник на даху, різьблені лиштви, художня шалівка фронтону. Обстановка селянської хати була простою (стіл, лавки, ослони, скриня, спальні місця — поміст, піл); інтер'єр був однотипний у всьому просторі хати (піч у куті біля входу, по діагоналі від печі — верхній кут); меблі дерев'яні, практичні у користуванні. В Україні хати білили, іноді стіни вкривали розписами.
Завдяки погодним умовам, на більшій частині українських земель сформувався відкритий тип подвір'я. На ньому земельна ділянка, дотична до будинку, залишалась відкритою. Господарські будівлі частіше були повністю відокремлені від житлового будинку (хоча зустрічались їх і часткове і повне приєднання до оселі). Житловий будинок знаходився у глибині двору, часто був закритий деревами і кущами.

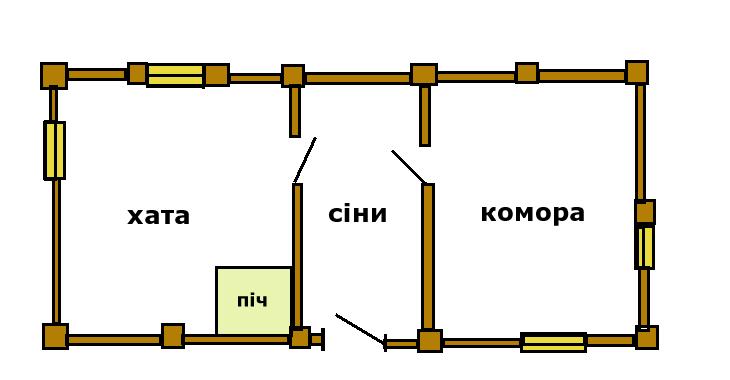

В приміщенні були сіни, хата і комора (хата опалювалася, а сіни не опалювались; пізніше, в залежності від заможності господаря, природних умов, культурних контактів з іншими народами, почали опалюватися обидві частини оселі, іноді ці частини мали окремі виходи). Хата і комора знаходилися по різні боки від сіней. Іноді замість комори будували другий будинок. Все це разом називалося будинком на дві половини. Стіни житла зводились з місцевих будівельних матеріалів в залежності від наявних ресурсів і можливостей. Існувало два тими конструкції стін — зрубний і каркасний. Перший зустрічався зрідка, переважно в лісистих районах. Каркас заповнювали глиною, змішаною з соломою. У низці районів з глиною і соломою клали каміння. Підлога в будинку була глиняною.
Основним будівельним матеріалом на українських землях було дерево. Навіть на безлісому півдні, де ставилися мазанки, деінде зустрічалися зрубні хати. На Поліссі у XIII столітті будували прості зрубні будівлі — клітки, стібки, однокамерні будинки. Неподалік від будинку ставили стібки — зручну дерев'яну споруду також під двосхилим дерев'яним дахом. Стіни всередині будівлі були обмазані глиною, а вздовж них відгороджували загородки, куди зсипали для зберігання буряки, моркву тощо. Тут на втоптану підлогу ставили бочки і діжки з соліннями та інші припаси. під час сильних морозів стібки обігрівали гарячими жаринами, які заносили в ящику чи старому відрі.

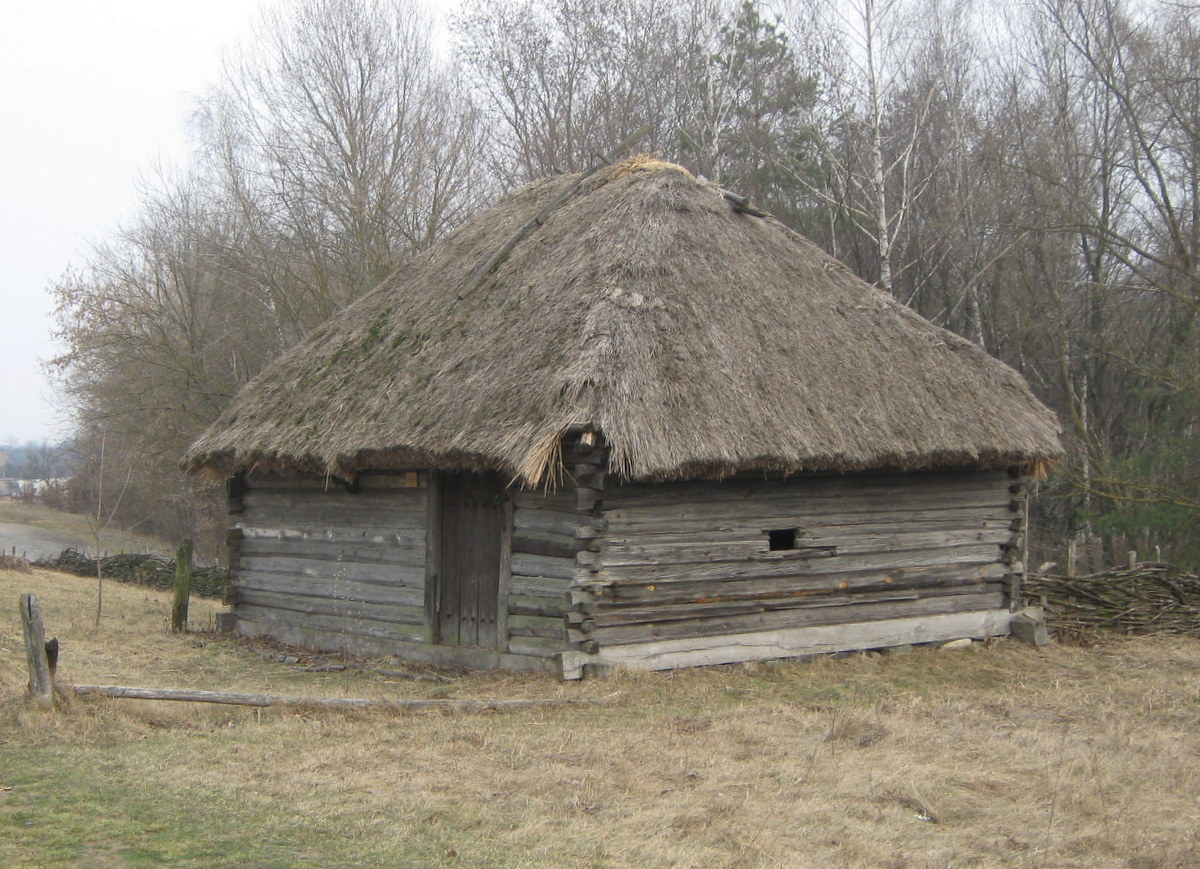
Хата XVIII століття з села Гажин (Білорусь), НМНАПУ
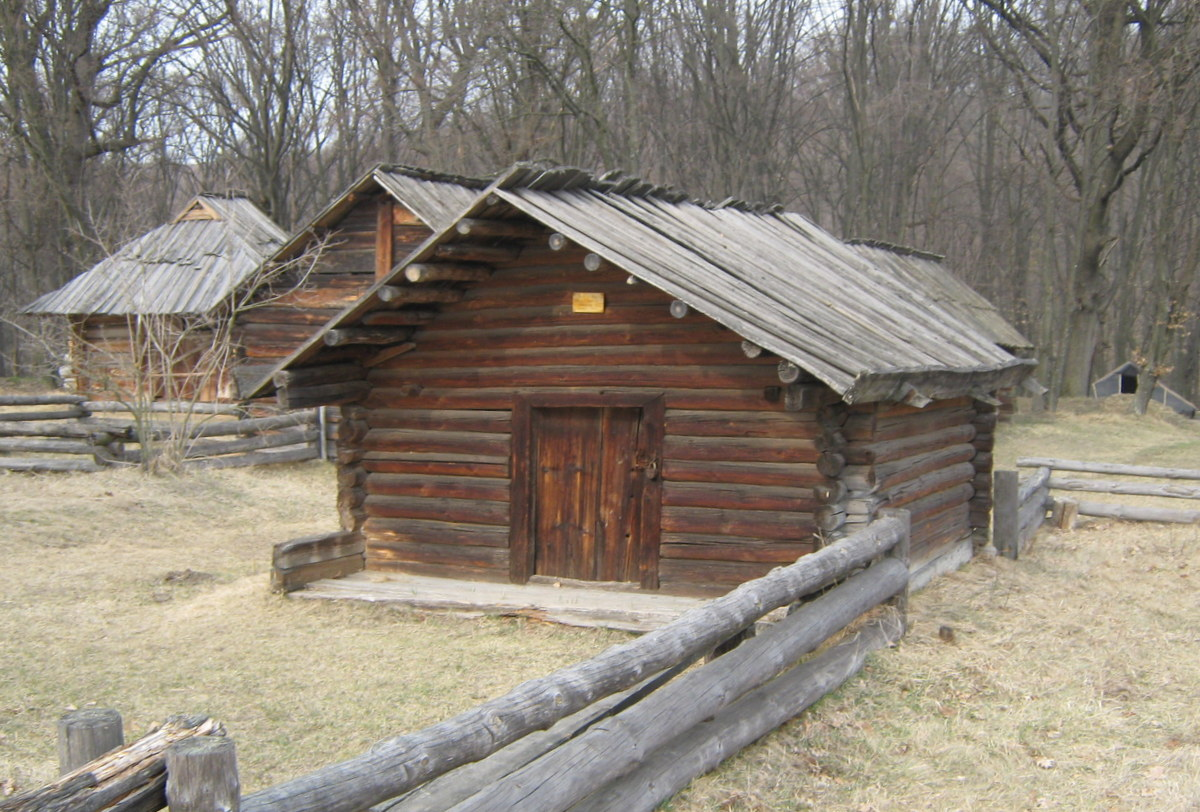
Кліть XVIII століття з села Березового (Рівненська обл.), НМНАПУ
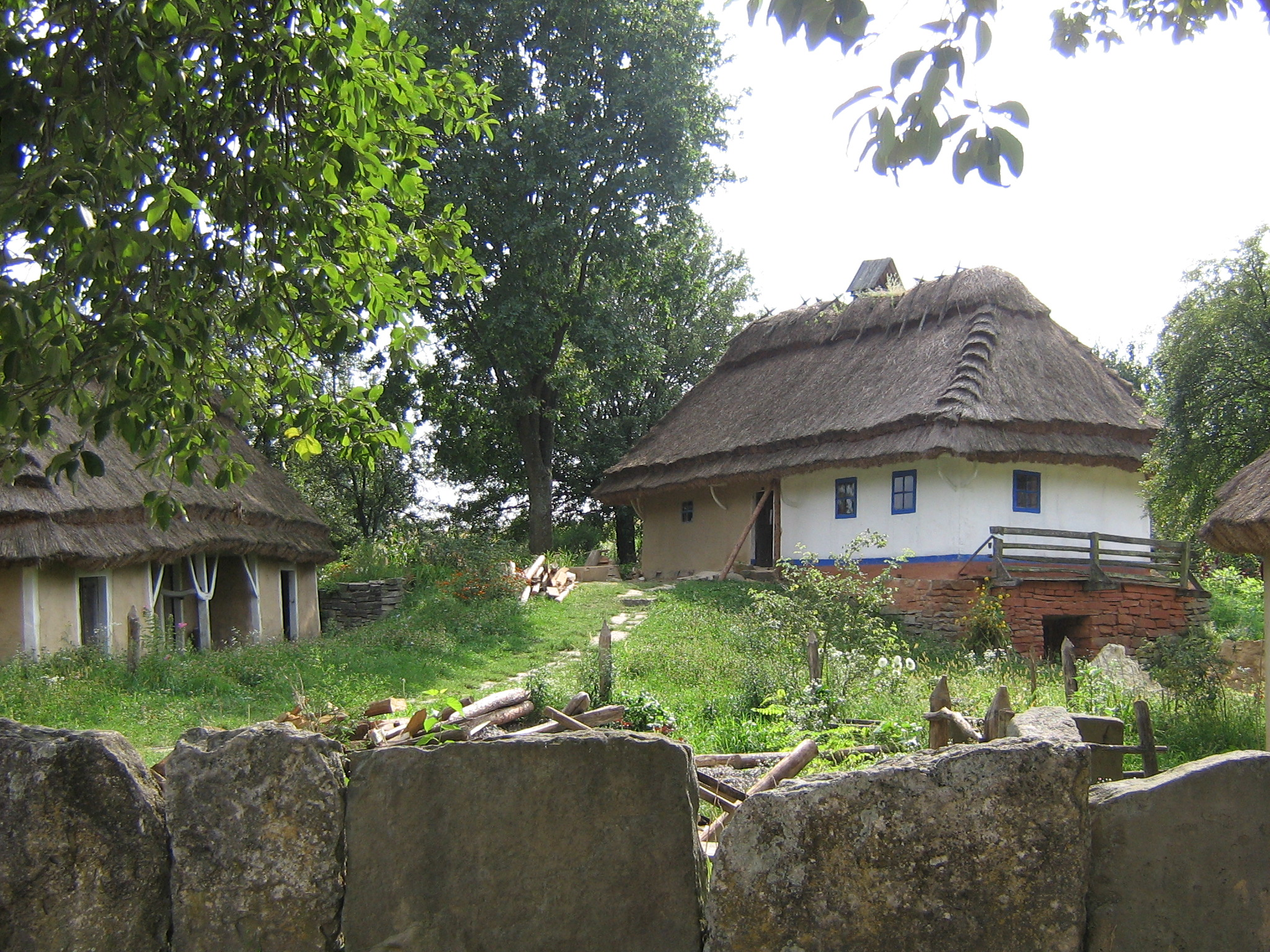
Побілена дерев'яна хата з солом'яним дахом з села Яришів на Поділлі,  кін. XVIII ст., НМНАПУ

## Панські садиби

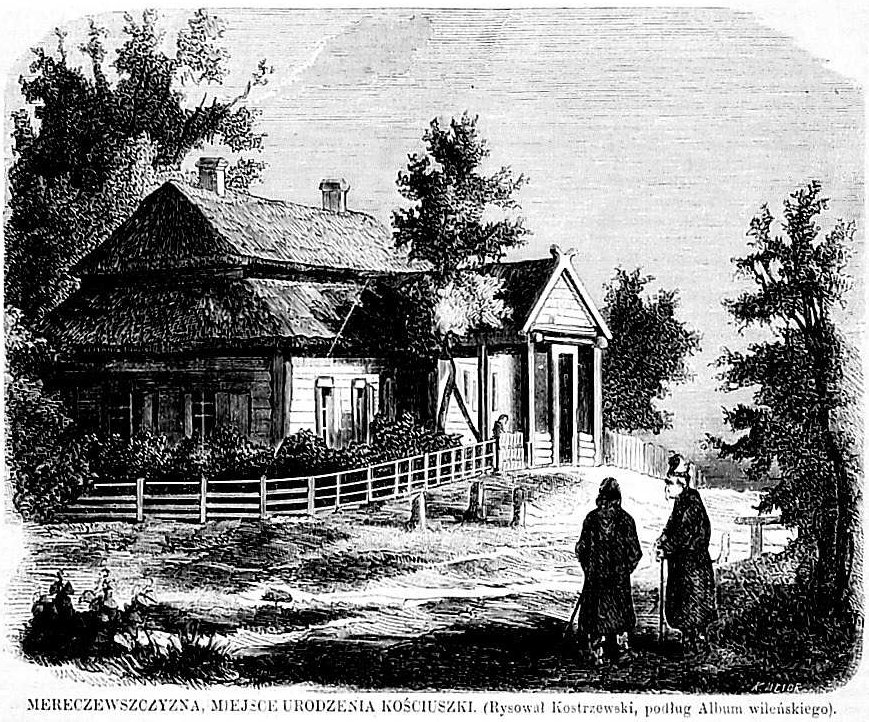
Панська родова садиба. Малюнок з «Альбому віленського»

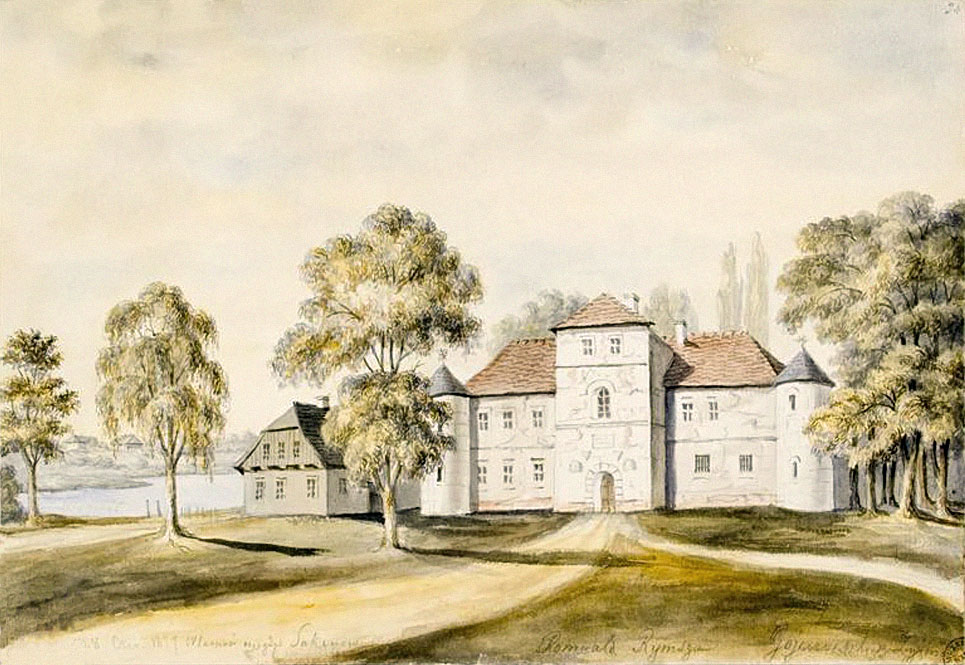
Гайтюнишський будинок-фортеця (Білорусь), малюнок Н. Орди

Комплекс будівель панських садиб був різним за розмірами. В найбільших були й житлові (великі будинки з сінами, алькежами, світлиці) й господарські будівлі (стайні, хліви, кліті, комори тощо). При деяких садибах працювали водяні млини, рудні у кузні. Будівлі в садибах середньої і дрібної шляхти в основному були дерев'яними і однотипними. Водночас магнати будували палацово-замкові ансамблі, використовуючи каміння і цеглу, будинки зводили зі складним багатокімнатним плануванням). У великих садибах з'явився парк.
На тлі традиційний сільських садиб неочікувано виглядав будинок-фортеця в селі Гайтюнишки, побудований у 1611—1612 роках інженером і начальником королівських споруд у Вільнюсі Петром Нонхартом: двоповерхова цегляна будівля з вузькими вікнами-бійницями по кутах. Товщина стін будинку близько 1,5 метрів, він був оточений спорудами бастіонного типу і ровом з водою. Очевидно, через заболоченість ґрунтів, складений з великого каміння фундамент на метр виступає за периметр стін.

## Храмове будівництво

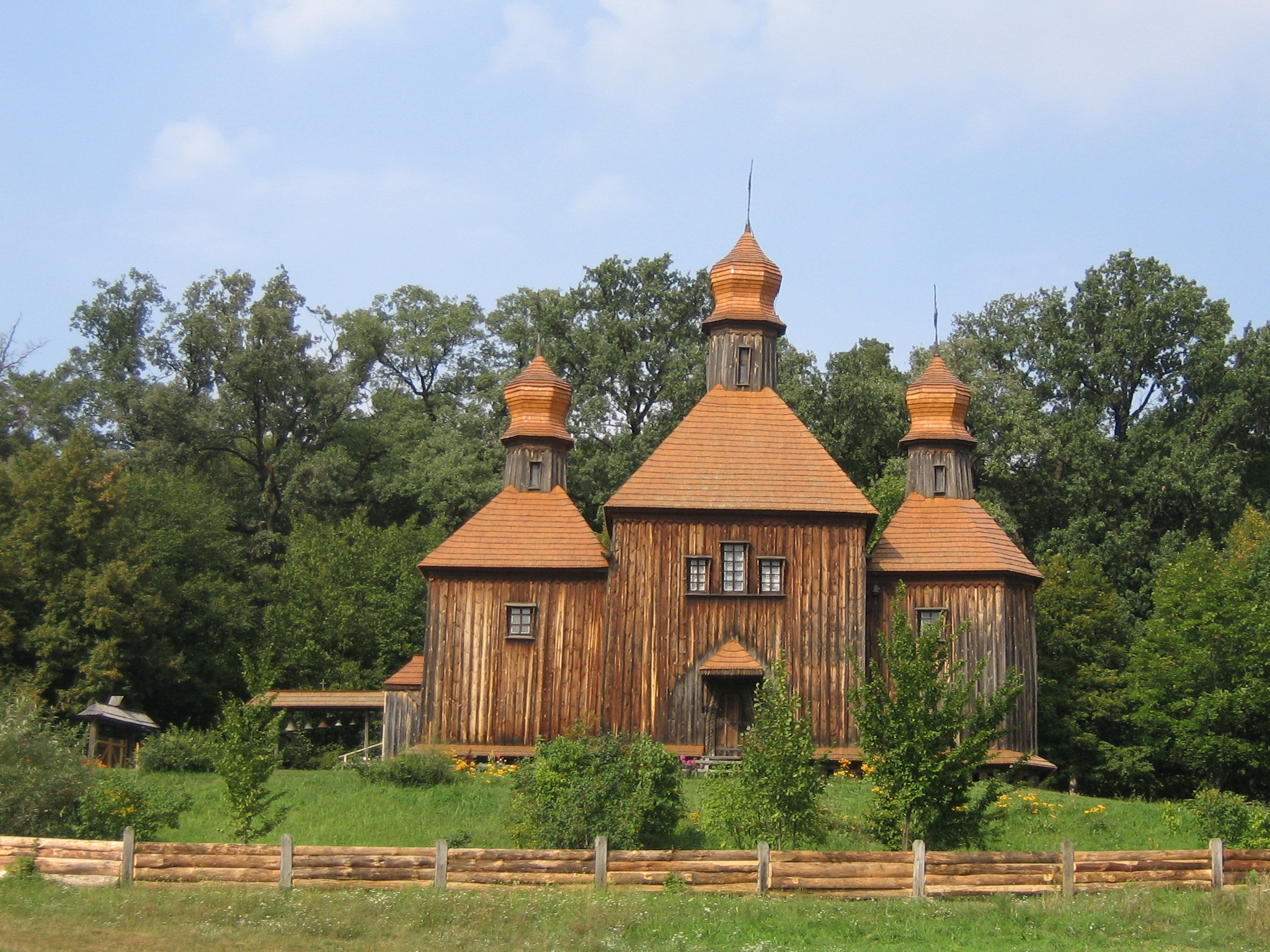
Михайлівська церква із села Дорогинка на Київщині, 1520-ті роки (або 1600 рік), НМНАПУ

До XIV склалися основні типи дерев'яних церков: однонавні, одно- і триабсидні, тринавні і хрестові з трьома притворами з південного, західного і північного боків. Часто кожен з трьох зрубів, що складали будівлю церкви, мав свій дах. Сформувалися два напрями у храмовому будівництві: лінійно-осьовий і хрестово-центричний. Найбільше будувалось церков з осьовою композицією, коли об'єм (дерев'яний зруб) проходить вздовж однієї осі. Обов'язковим елементом був купол, різний в залежності від місцевих традицій — від напівсфери до цибулевої маківки. Особливістю церков була п'ятикутна вівтарна частина (а не чотирикутна, як у Росії).
Пізніше, за розквіту бароко у Великому князівстві Литовському, поширення набув тип католицького і греко-католицького двозрубного храму, де основний прямокутний і п'ятигранний вівтарний зруби накривалися спільним каскадним дахом з витягнутим коником. Головний фасад робився плоским і прикрашався двома симетричними квадратними чи восьмикутними баштами.
Звичайний вид української дерев'яної православної церкви за доби Великого князівства Литовського — тризрубний безкупольний храм «хатнього» типу з різновеликими двосхилими шатровими (чи напівсферичними шоломовидними) дахами. Зруб зазвичай обшивався дошками, які клалися горизонтально.

Церква святого Дмитра в селі Гішин (1567), найдавніший збережений дерев'яний храм на Волині
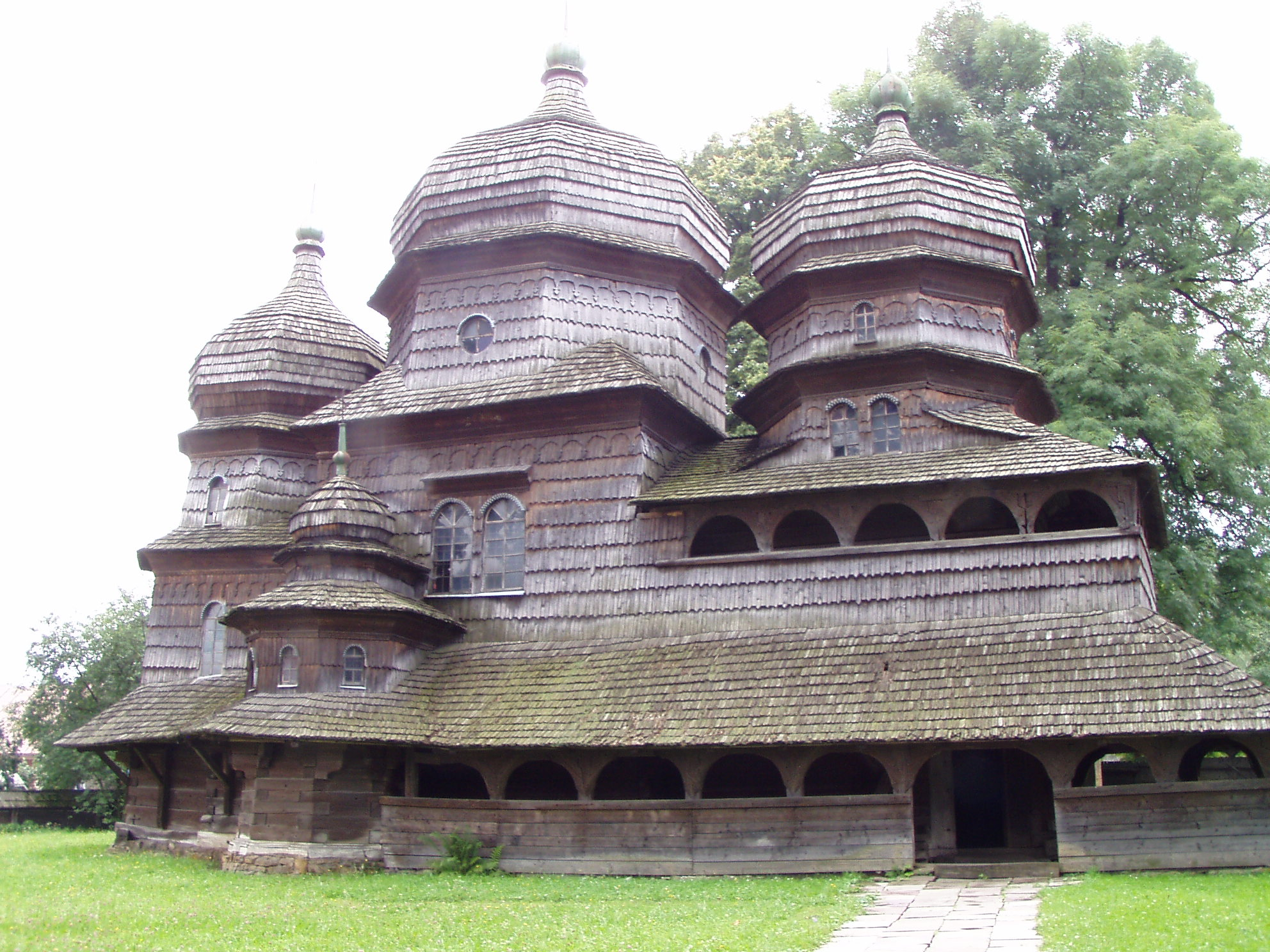
Церква святого Юра у Дрогобичі, межа XV—XVI століть
Фрагмент розписів Церкви святого Юра у Дрогобичі
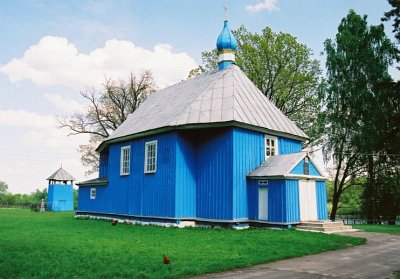
Церква Святого Микити в селі Здітово (Білорусь), датована 1602 роком

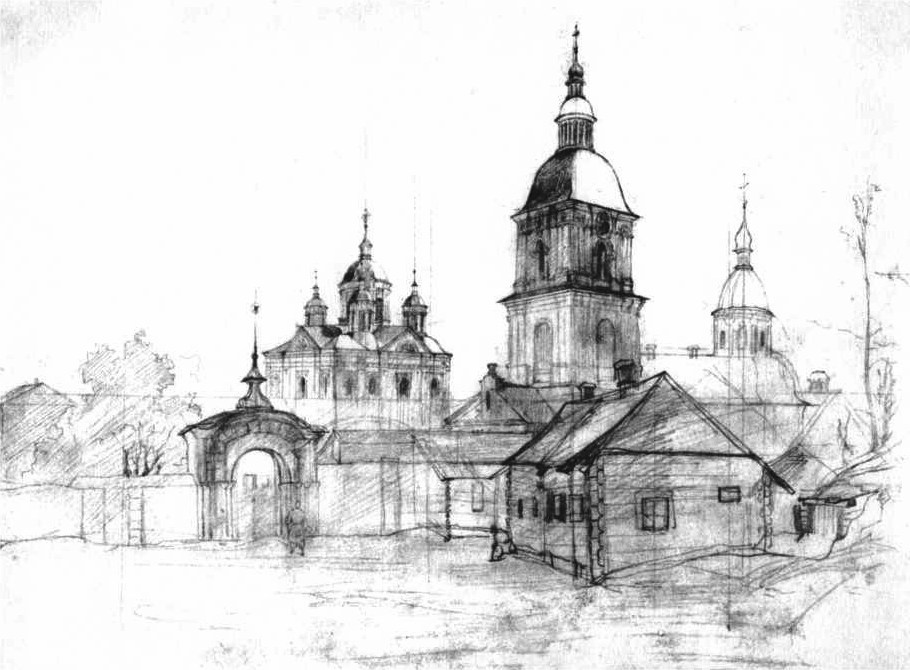
Межигірський монастир, малюнок Т. Шевченка

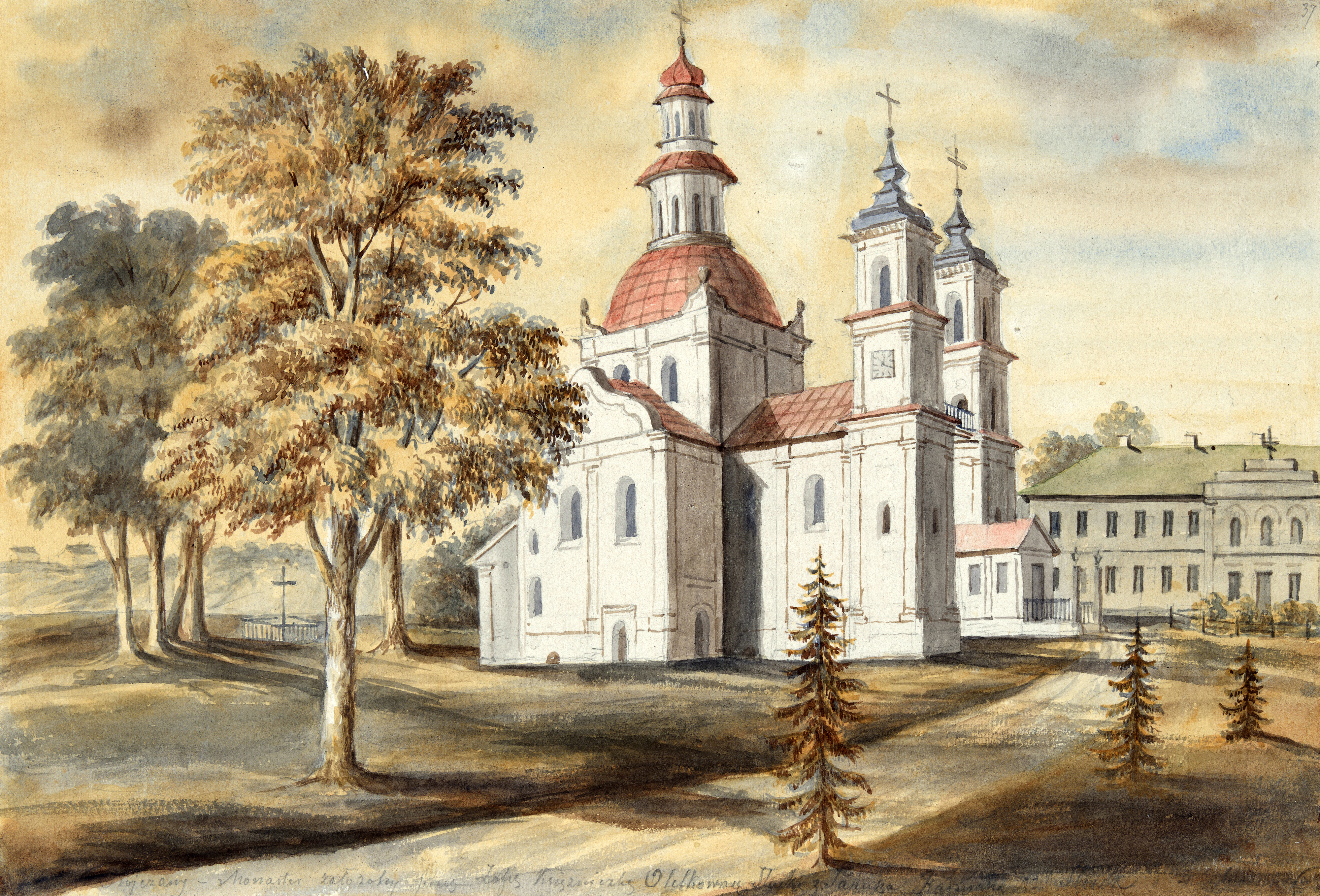
Слуцький Свято-Троїцький монастир, малюнок Н. Орди

Дерев'яні костели у Великому князівстві Литовському часто зводились як тимчасові перед будівництвом кам'яних, вони мали в об'ємі як прості так і складі форми: від звичайного чотирикутника до складного римського хреста. Основа будівлі — брусовий зруб — обшивався вертикальними дошками, всередині оброблявся гладким нальотом. Двосхилий дах накривався ґонтом чи дранкою. Над фронтоном встановлювались башточки для малого дзвону і хреста.
Архітектура кам'яних православних храмів зберігала традиції часів Київської Русі, хоча в конструкції і деяких формах відбивався вплив готичної архітектури. В костелах повсюдно домінують принципи готики. Серед помітних пам'яток монументальної архітектури цього періоду: собор Іоанна Богослова (Луцьк), Успенська церква в Зимному (Волинська область), Покровська церква-фортеця в Сутковцях (Хмельницька область); Борисогрібська церква в Новогрудках, Маломожейковська церква, церква в Синковичах (всі три Гродненська область Білорусі), Троїцький костел в селі Ішколодь (Брестська область Білорусі). Примітні архітектурні пам'ятки того часу: церква Св. Праскевни П'ятниці (1345) побудована у Вільнюсі дружиною князя Ольгерда Марією Ярославною, собор Успіння Богородиці (1346), заснований у Вільнюсі князем Ольгердом. В Києві у 1470 році, після розорення татарами, коштом князя Семена Ольковича був відбудований Успенський собор Києво-Печерського монастиря (підірваний у 1941, відбудований у 2000), який являє собою продовження східної традиції храмового будівництва у поєднанні з певними західними запозиченнями, такими як готичного походження ступінчасті фронтони і контрфорси.
Деякі дослідники відзначають в архітектурі українських церков XIV—XV століть дві тенденції: в монастирських чи міських соборах (апостола Іоанна в Луцьку, Богоявленська церква в Острозі, Успенська церква Зименського монастиря, Троїцька церква Межиріцького монастиря), як за типом, що брав початок від хрестово-купольних будівель, так і за п'ятибанними композиціями проглядаються давньоруські традиції. Але вже з'явились нові риси архітектури нового часу, зокрема, інший характер пропорцій, восьмигранні барабани, декор білокам'яних порталів, нерозчленовані фасади, покарнизні звершення

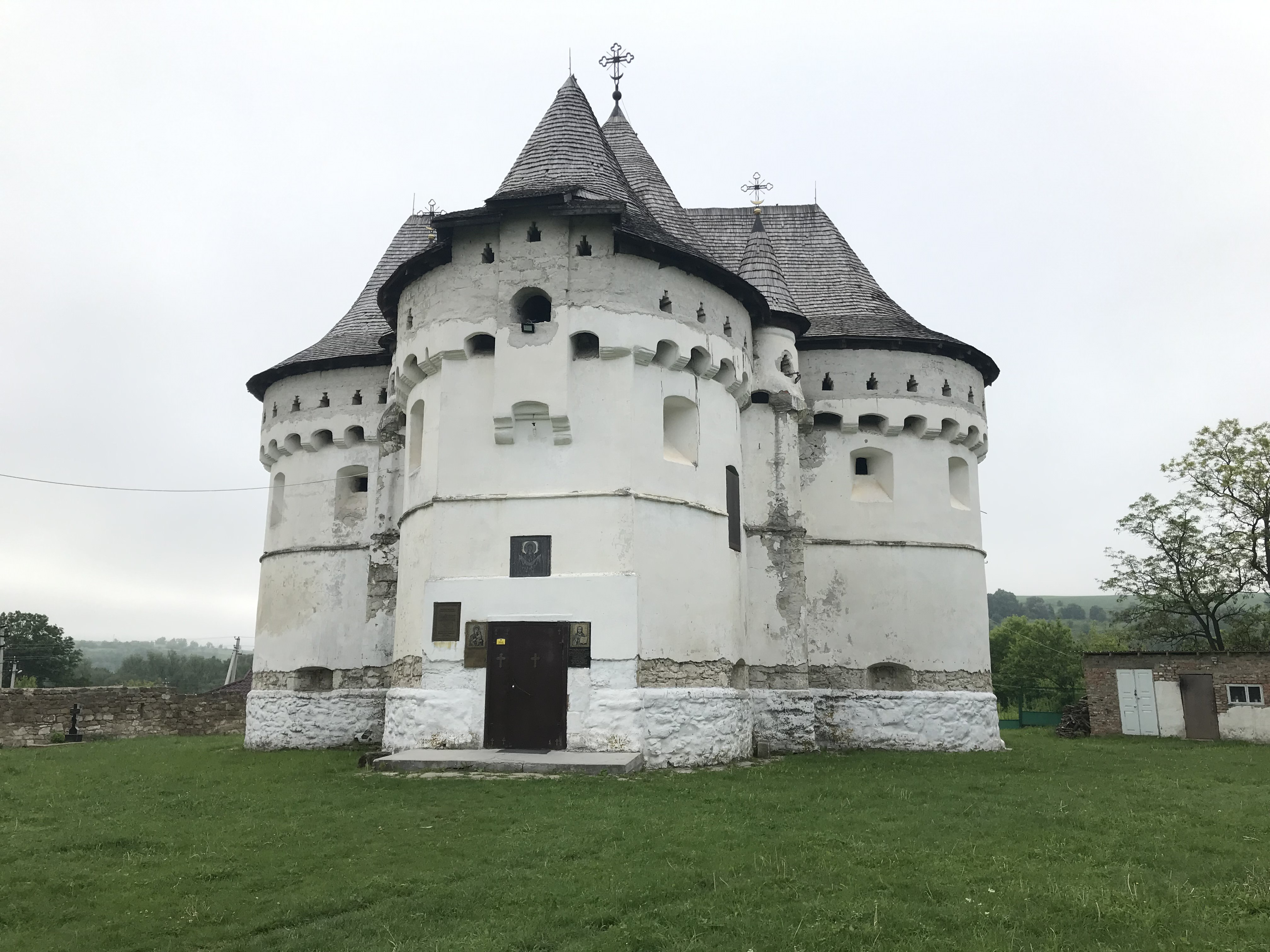
Покровська церква-фортеця в Сутківцях
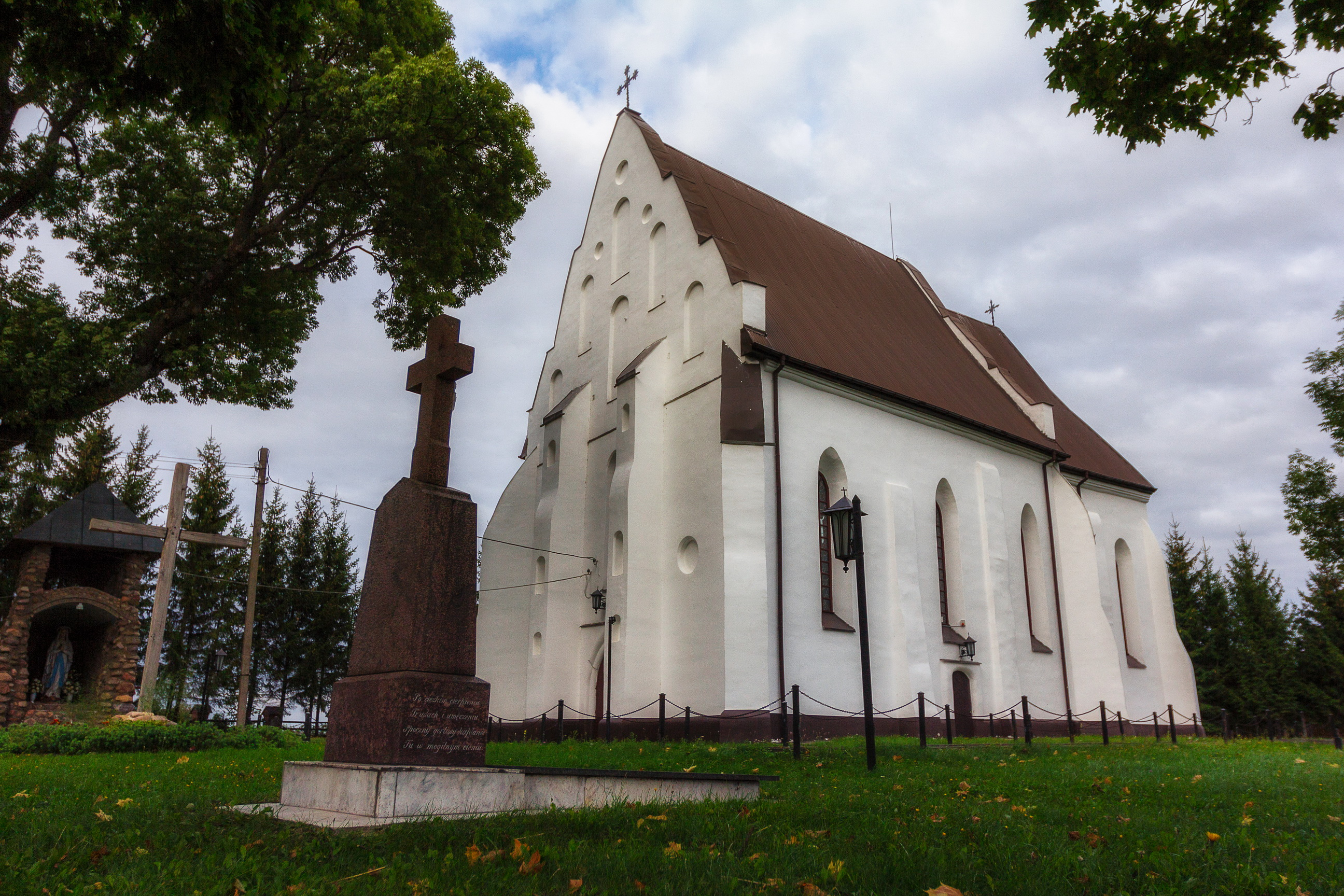
Троїцький костел в Ішколді
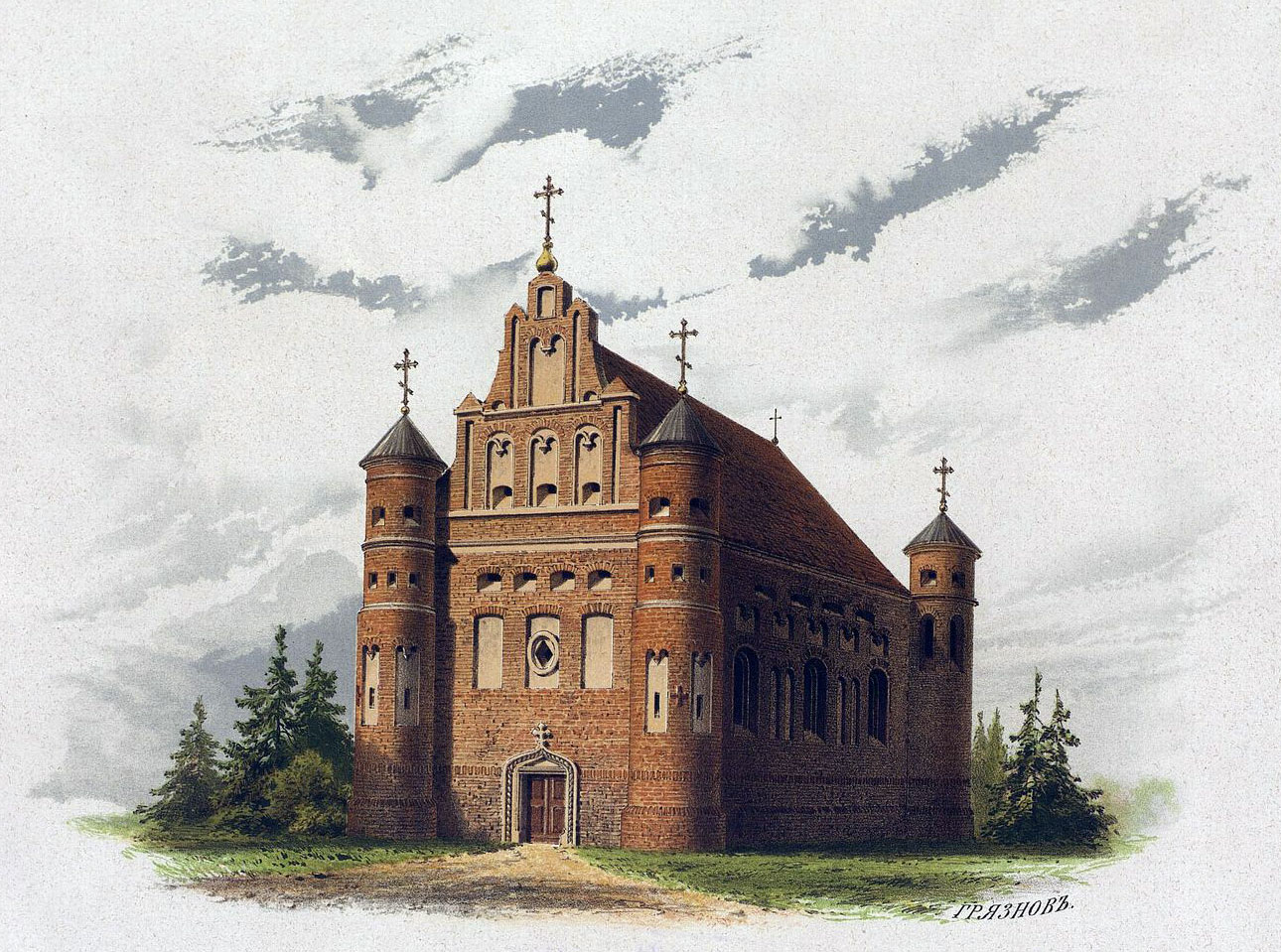
Маломожейковська церква в Мурованках, ілюстрація XIX століття
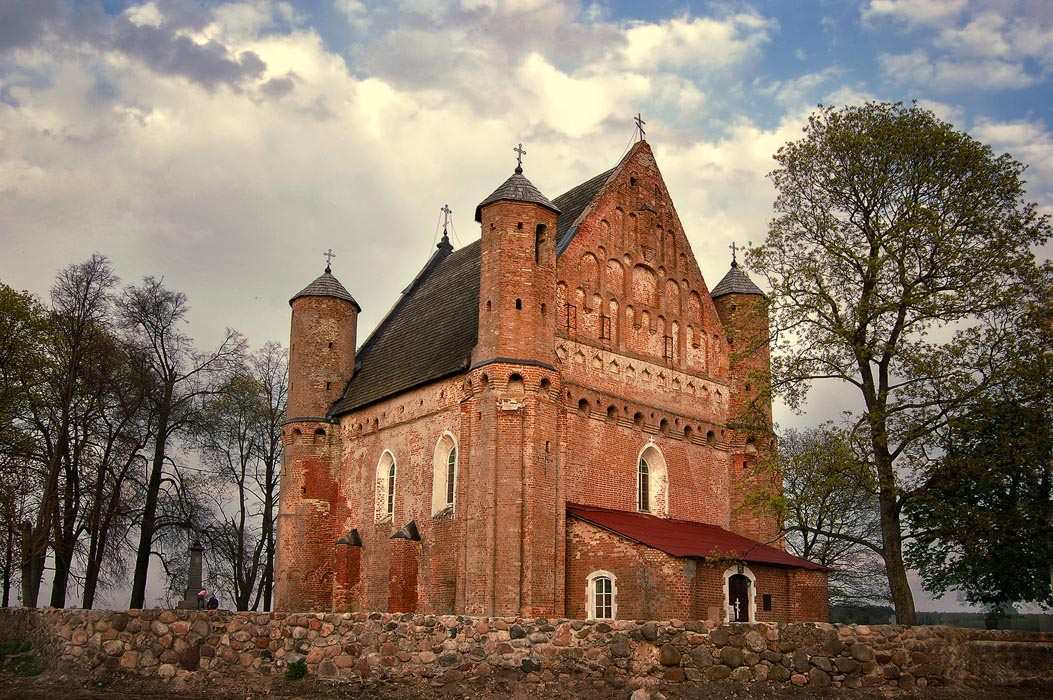
Церква святого Михаїла Архангела в Синковичах

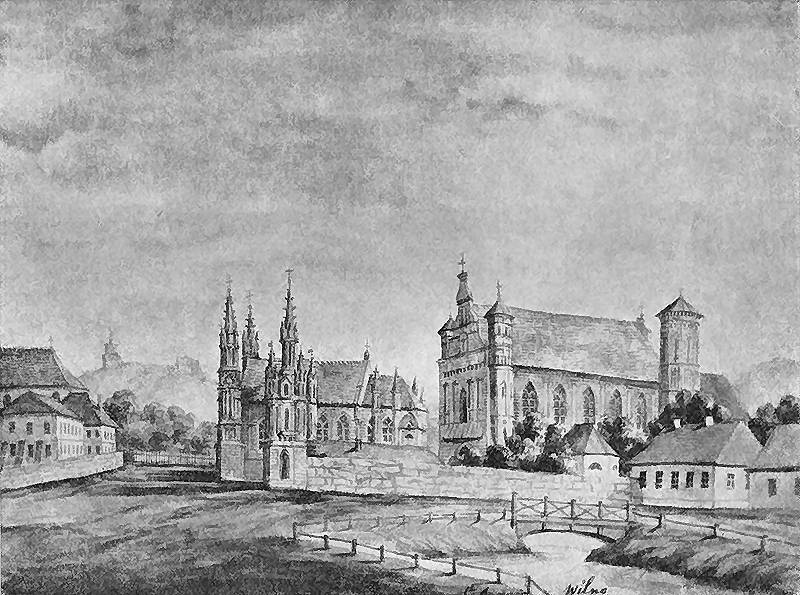
Костел Святої Анни у Вільно

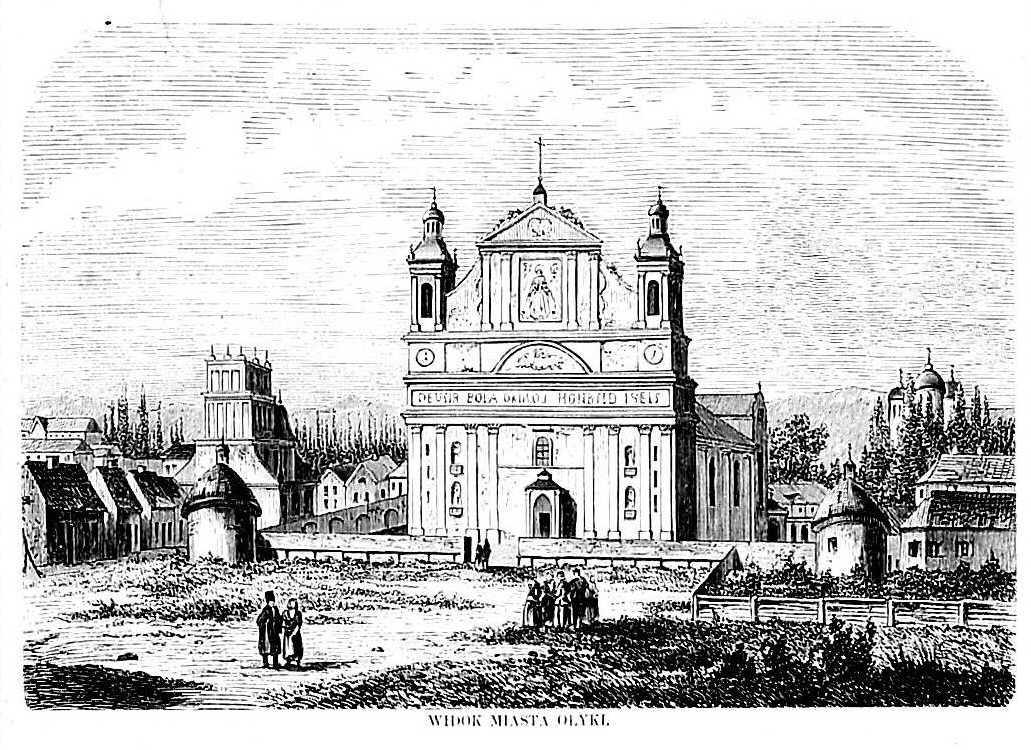
Троїцький костел в Олиці (Волинська область), малюнок невідомого автора

При переході великокнязівської династії і деяких магнатських родів у католицтво у Великому князівстві Литовському після Кревської унії почали будуватися перші костели вже не тільки для замкнених торгових колоній, але й для місцевих жителів-католиків. Ці нові костели збагатили попередню замкову готику князівства готикою котельною. Першими такими костелами готичного стилю були: костел Святого Миколая (1387) у Вільнюсі, вільнюська кафедра (у своєму першому вигляді), споруджена у 1407 році, францисканський костел у Вільнюсі (1430). Надалі були побудовані два бернардинських монастиря: дерев'яний монастир з костелом Святого Франциска (1469) у Вільнюсі і дерев'яний монастир в ім'я Святого Георгія (1471) в Ковно.
Готика в архітектурі на землях Великого князівства Литовського стрімко розвивалась впродовж всього XV століття, аж до другої половини XVI століття. До XV століття у Великому князівстві Литовському вже нараховувалось 6 костелів, у XV столітті були побудовані ще близько 50, в основному дерев'яні.
У Вільнюсі монахами-францисканцями був зведений шедевр готичної архітектури — костел Святої Анни, в будівництві якого використано 33 види цегли. В цей час побудовані Міхновський Стеренський монастир на Волині (XV століття), Пустинно-Рихлівський монастир на Чернігівщині (XV століття); на території нинішньої Білорусі — Свято-Троїцький монастир в Слуцьку (бл. 1445), Покровський монастир у Толочині, заснований канцлером Левом Сапегою.
Риси готичної архітектури мали багато костелів в містах і селах Великого князівства Литовського — вони були кам'яними однонефними з прибудовами, а також цегляними будівлями, перекритими, як правило, нервюрними склепіннями з віконними прорізами стрілчастої форми, позбавленими декоративних елементів. Стрункими пропорціями вікон відрізняється Вознесенський костел в Дрогобичі (1551) з прекрасними різьбленими порталами, білокам'яним обрамленням вікон і цікавими настінними розписами. В києві — Домініканський костел на Подолі (1610), перебудований пізніше на Петропавлівську церкву; в Білорусі — костел і монастир бернардинців в Гродно (1595—1618) — велика тринавна базиліка з елементами готики, кам'яні костели в Сапежніку, Деревній (Столбцовський район).
В середині XVI століття з приходом Реформації почалось будівництво протестантських храмів («кельвінські собори»).
На основі зразків готики (костел Святої Анни і бернардинський у Вільнюсі) і місцевих будівничих традицій (Ішкольдський Троїцький костел, 1472) склався місцевий різновид готичного стилю, для якого в культових спорудах були характерними пластичність форм, урочиста монументальність. Культові будівлі набули рис ренесансу. Його риси прослідковуються й в архітектурі численних українських церков XVI — першої половини XVII століть на Волині і Поділлі. Це були тричасні чи двочасні, іноді триконхові однонавні церкви, увінчані одним, двома або трьома верхами. В типах і композиціях цих будівель отримали продовження традиції попереднього періоду і народної архітектури. Ренесансними в них частіше за все були деталі порталів, віконних лиштв, деякі елементи декору. Прикладом поєднання готики і ренесансу на території сучасної Білорусі можуть слугувати троїцький костел у Чернавчицях (1583), костел в Сморгоні (1553), закладений як кельвіністський собор, і костел в Замостьї поблизу Слуцька (початок XVII ст.).

## Нові тенденції в будівництві
У другій половині XVI — першій половині XVII століття будівництво з каменю набуваю широкого розмаху у західних областях, і, що було обумовлено історичними причинами, обмежено ведеться на Подніпров'ї і Сіверських землях. Тут забудова міст здебільшого дерев'яна, а укріплення дерев'яно-земляні, хоча у низці міст все ж будувалися палаци польських магнатів, монастирі і костели.